# 66e régiment d'infanterie (France)
Le 66e régiment d'infanterie (66e RI) est un régiment d'infanterie de l'Armée de terre française créé sous la Révolution à partir du régiment de Castellas, un régiment d'infanterie suisse au service du royaume de France.

## Création et différentes dénominations
- 1er janvier 1791 : Tous les régiments prennent un nom composé du nom de leur arme avec un numéro d’ordre donné selon leur ancienneté. Le régiment de Castellas devient le 66e régiment d'infanterie de ligne ci-devant Castellas.
- 1792 : Licencié
- 1793 : Amalgamé il prend le nom de 66e demi-brigade de première formation
- 1796 : Création de la 66e demi-brigade de deuxième formation
- 1803 : Renommé 66e régiment d'infanterie de ligne
- 16 juillet 1815 : comme l'ensemble de l'armée napoléonienne, il est licencié à la Seconde Restauration
- 1830 : création du  66e régiment d'infanterie
- 1870 : 66e régiment de marche d'infanterie (armée de la Loire)
- 1871 : 66e régiment d'infanterie de ligne
- 1882 : 66e régiment d'infanterie
- 1914 : à la mobilisation, il met sur pied son régiment de réserve, le 266e régiment d’infanterie
- 1923 : Dissolution
- 1939 : Recréation du « 66e régiment d'infanterie »
- 1940 : Dissolution
- 1963 : Recréation de la première compagnie du « 66e régiment d'infanterie subdivisionnaire »
- 1964 : Requalification en « 66e bataillon d'infanterie »
- 1966 : Dissolution

|}

## Colonels et chefs de corps
- 1795 : Chef de Brigade Philippe Joseph Patel (*)
- 1796 : Chef de Brigade Just Pasteur Sabatier (*)
- 1799 : Chef de Brigade  Jean Saint-Raymond
- 1803 : Colonel Dominique Pierre Cambriels (*)
- 1808 : Colonel Joseph Braun
- 1809 : Colonel  Jean-Pierre Béchaud
- 1809 : Colonel Louis-Francois Vatable
- 1813 : Colonel Andre Dupuy
- 1815 : Colonel Joseph-Antoine-Marie George
- 1830 : Colonel Jean-Marie Varlet
- 1831 : Colonel Michel Combes
- 1832 : Colonel Antoine-Louis Regnault
- 1843 : Colonel Charles Chenaux
- 1849 : Colonel Joseph Vernier de Byans
- 1860 : Colonel Joseph Guepard
- 1863 : Colonel Adrien Seroka
- 1865 : Colonel Eugène Arnaudeau
- 1868 : Colonel Charles Ameller
- 1871 : Colonel Eugène Bardin
- 1875 : Colonel Gabriel Millot
- 1884 : Colonel Jean-Marie Caillot
- 1889 : Colonel Paul d'Hugonneau de Boyat
- 1891 : Colonel Charles-Marie-François Ferry
- 1895 : Colonel Victor Humbel
- 1900 : Colonel Camille-Louis de Foucauld
- 1905 : Colonel Cadot
- 1912 : Colonel Maurice Janin
- 1914 : Lieutenant-colonel de Villantroys
- 1915 : (janvier) Commandant Rabussau (par intérim)
- 1915 : (mars) Colonel Quintard (blessé)
- 1915 : (mai) Lieutenant-colonel Gizard
- 1915 : (juillet) Colonel Quintard
- 1916 : Lieutenant colonel Paillé
- 1917 : Colonel Soulé
- 1919 : Colonel Vignier (du 8 mars au 20 mai)
- 1919 : Lieutenant colonel Camors
- 1921 : Lieutenant colonel Frachon
- 1922 : Lieutenant colonel Ducasse
- 1939 : Lieutenant colonel Degremont Henri
- 1940 : Lieutenant colonel Boby Justin Dominique
- 1940 : (à partir du 13 mai jusqu'à dissolution) Commandant Théry
- 1963 : Capitaine Bourgés
- 1963 : Capitaine Jacquet Jacques
- 1964 : Commandant Dauphin Gilbert
- 1966 : Commandant Messon René

## Historique des garnisons, guerres et batailles

### Révolution française
La prise de la Bastille en 1789 et la Révolution française qui va suivre va tourner la page « suisse » du régiment. Ainsi dans un souci d'égalité et en vertu des principes de la Révolution, le régiment, à la suite du décret du 1er janvier 1791, perd son appellation « de Castella », noblesse oblige, et sa dénomination de régiment « suisse », étant au service de la France et donc français. Il sera désormais nommé, comme les 104 autres régiments français, par son numéro d'ordre de création dans l'histoire de France. Il était, dans cet ordre, le « 66e régiment d'infanterie ».

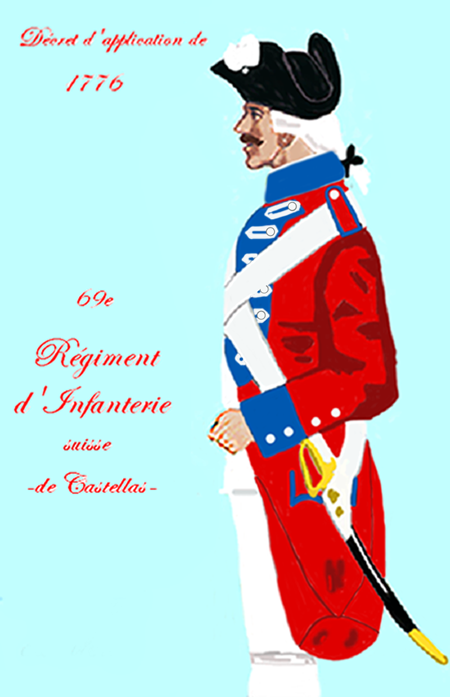
Uniforme du régiment suisse « De castella » de 1776 à 1791
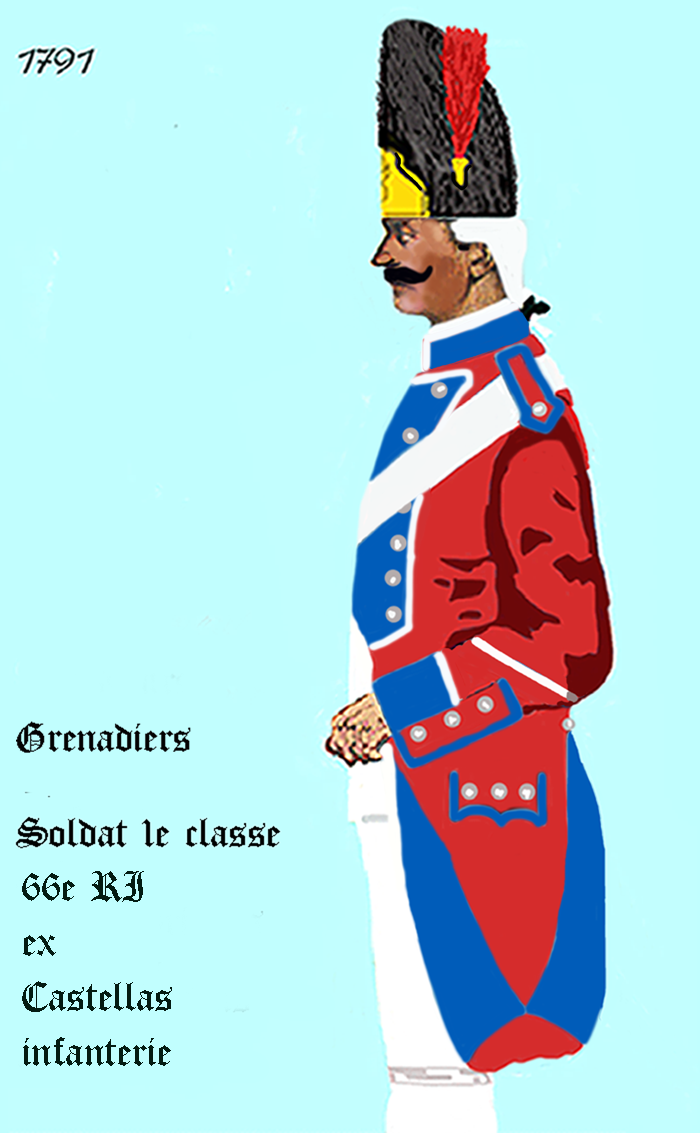
Uniforme du 66e régiment d'infanterie à sa dissolution en 1792

L’Assemblée constituante avait le projet de dissoudre la plupart des unités militaires de l'Ancien Régime et de les remplacer par des unités constituées de volontaires nationaux. Ce projet prend forme officielle le 21 juin 1791. Ces volontaires n'étant pas assez encadrés et expérimentés, l'Assemblée législative proposa et refusera leurs « amalgames » avec les membres d'anciens régiments royaux, nous sommes le 22 janvier 1792. Finalement la Convention nationale décide de renommer le 26 février 1793 les régiments en « demi-brigades de bataille ».
Le 1er janvier 1792, le régiment est mis en garnison à Metz. Il fait alors partie de l’armée du Nord, sous les ordres du général Rochambeau, il cantonne dans son intégralité le 1er mai 1792 à Villers-Pol.

À la suite de la prise des Tuileries en 1792 et la résistance des gardes suisses, le régiment (encore essentiellement composé de Suisses) est pour la première fois de son histoire dissous le 20 août 1792 à Troyes. Les hommes qui souhaitaient rester au service de la France furent pour l'essentiel (500 hommes) versés dans la légion de Luckner.
Après de multiples débats stériles concernant « l'amalgame » de ces volontaires avec des soldats de métier, il fut décidé, le 8 janvier 1794, que cet amalgame serait enfin possible. Aussi chacune de ces « demi-brigades de bataille » seraient désormais composées dans les proportions suivantes :
- D'un bataillon composé d'anciens militaires royaux.
- Contre deux bataillons de volontaires nationaux.

#### Guerres de la Révolution française

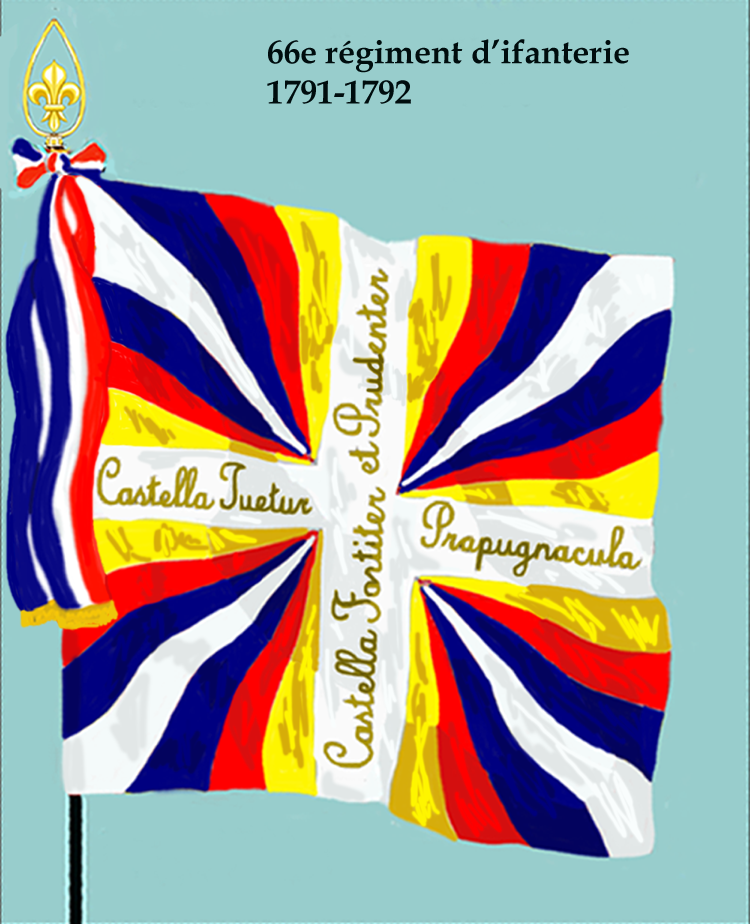
Drapeau du 66e régiment d'infanterie de ligne de 1791 à 1792

##### 66edemi-brigadede première formation (1794-1796)
C'est sur le principe de « l'amalgame », d'une part de militaires expérimentés des anciens régiments royaux et d'autre part de volontaires nationaux, que naquit la « 66e demi-brigade de première formation » de l'Armée de Sambre-et-Meuse.
Lors de sa création, elle était composée : 
- Du 2e bataillon du 33e régiment d'infanterie (ci-devant Touraine)
- Du 9e bataillon de volontaires du Doubs
- Du 4e bataillon de volontaires du Var

Batailles:
- 1794-95 : siège de Luxembourg.

Par arrêté du 18 nivôse an IV (8 janvier 1796), le Directoire décide que toutes les unités seraient renommées « demi-brigade d'infanterie de ligne » et réorganisées.
À la suite de cette réforme, la 66e demi-brigade de bataille devient le 15 février 1796 (26 pluviôse de l'an IV), « 96e demi-brigade d'infanterie de ligne ».

##### 66edemi-brigaded'infanterie de deuxième formation (1796-1803)
Cette vacance dans les numérotations sera de courte durée, en effet, le chiffre 66 est redonné dès le 1er juin 1796 (13 prairial de l'an IV). À cette date une nouvelle unité d'infanterie va être numérotée « 66 » et elle est exclusivement composée de volontaires nationaux. Ce sera la « demi-brigade du Finistère » qui participait, au moment de sa nouvelle numérotation, à la première guerre de Vendée et qui jusqu'ici n'avait aucun numéro d'appellation. C'est donc le 1er juin 1796 qu'elle fut rebaptisée réglementairement ; « 66e demi-brigade d'infanterie de deuxième formation ».
Elle est uniquement constituée : 
- de la Demi-brigade du Finistère qui avait été formée avec les 
  - 1er bataillon de volontaires du Finistère
  - 1er bataillon de volontaires de la Marne
  - 3e bataillon de volontaires de la Marne

Batailles:
- 1796 : guerre de Vendée, puis bataille de Neckerau.
- 1799 : bataille de Stockach, prise de Mannheim et bataille d'Alkmaar.
- 1800 : bataille d'Offenbach

### ConsulatetPremier Empire

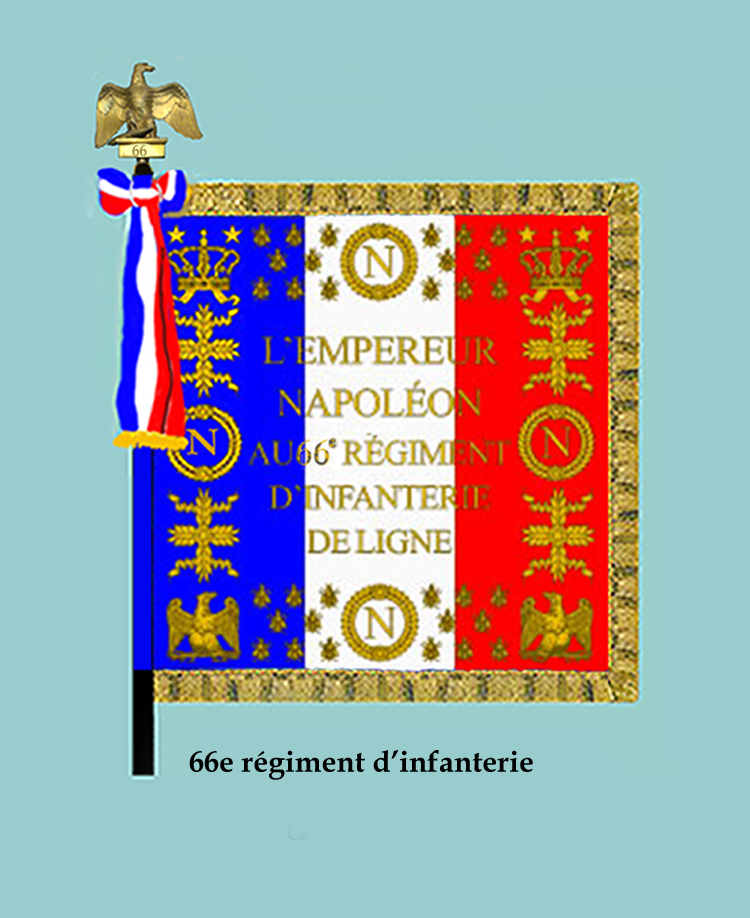
Revers du drapeau du d'infanterie sous l'empire

L'avènement du consulat voit une ultime réorganisation de l'armée française et, en 1803, par arrêté du 1er vendémiaire an XII (24 septembre 1803), la « 66e demi-brigade d'infanterie de ligne » est renommée « 66e régiment d'infanterie de ligne », comme au début de la Révolution.

#### Guadeloupecampagne derétablissement de l'esclavage
- 1802 à 1812 : Basse-Terre, le régiment est envoyé sous les ordres du général Richepanse contre « la révolte des nègres » de Louis Delgrès. Le régiment poursuit Delgrès et ses hommes jusqu'à Matouba où il se donne la mort. Les derniers récalcitrants de l'île sont achevés au lieu-dit « Bel-Air ». La poursuite continue sur les îles avoisinantes : Îles des Saintes, Saint-Martin.
- Sur l'île, le 66e régiment reste en garnison dans la totalité de ses effectifs jusqu'en 1808, puis partiellement jusqu'en 1812, pour maintenir l'ordre public et s'assurer du bon fonctionnement du commerce triangulaire. L'expédition militaire française parvient à rétablir l'esclavage, au prix d'un conflit qui coûtera la vie à dix pour cent de la population guadeloupéenne[1].
- En 1810, le régiment est renforcé par une partie de la 89e demi-brigade revenue de Saint-Domingue[2].

#### Guerre d'indépendance espagnole
- 1807 : Corps d'observation de la Gironde
- 1808 : Armée de Portugal - Guerre d'indépendance espagnole
  - Bataille de Vimeiro.
- 1809 : 
  - Bataille de Porto, dite "d'Oporto" et commencement du siège de la Ciudad Rodrigo.
- 1810 : 
  - Siège de Ciudad Rodrigo,
  - bataille de Buçaco,
  - arrêt des troupes françaises devant Torres Vedras.
- 1811 : 
  - Bataille de Redinha,
  - Combat de Casal Novo, Foz-d'Arunce,
  - bataille de Fuentes de Oñoro.
- 1812 : 
  - Bataille des Arapiles,
  - Bataille de Las Navas de Tolosa,
  - Siège de Burgos.
- 1813 : 
  - Bataille de la rivière d'Arlazon,
  - Burgos.

#### Campagne d'Allemagne (1813)
- Bataille de Lützen,
- Bataille de Bautzen,
- Bataille de Leipzig,
- Bataille de Hanau.

#### Campagne de France (1814)
- Bataille de Laon (Athies-sous-Laon),
- Bataille de Reims,
- Bataille de Fère-Champenoise,
- Bataille de Paris.

### Première Restaurationmonarchique (1814)
Par ordonnance du 12 mai 1814, le régiment est renuméroté 62e régiment d'infanterie de ligne après l'exil de Napoléon Ier à l'île d'Elbe. 
À son retour de l'île d'Elbe, le 1er mars 1815, Napoléon Ier prend, le 20 avril 1815, un décret qui rend aux anciens régiments d'infanterie de ligne les numéros qu'ils avaient perdus.
La Guadeloupe, par le Traité de Paris étant de nouveau française, le régiment forme trois bataillons pour occuper l'île, sous les ordres du colonel Louis-Francois Vatable son ancien colonel sur l'île.

### Cent-Jours(1ermars au 22 juin 1815)
Les Cent-Jours verront le 66e régiment renaître de deux façons. En effet, lors de son rapide retour, Napoléon Ier promulgue la restauration des anciens numéros régimentaires.
- D'une part en Europe les anciens membres fidèles à Napoléon faisaient partie des premiers à suivre Napoléon de l'Île d'Elbe. Ils feront partie, pendant ce retour de Napoléon, du corps d'observation des Pyrénées.
- D'autre part les hommes en garnison sur l'île de la Guadeloupe, sous les ordres du colonel Vatable, reprennent le no 66 pour leur régiment. Étant les seuls forces militaires françaises de l'île, ils reconnaissent l'Empire le 18 juin 1815. La nouvelle de Waterloo arrive aux Antilles françaises le 3 août, lorsque les Anglais débarquent pour reprendre l'île. Ainsi le dernier drapeau français pour la cause de Napoléon fut-il celui 66e régiment d'infanterie de ligne. Le régiment lutta à 1 contre 6 et tomba le 10 août 1815 avec l'île aux mains des Anglais, alors que Napoléon était en chemin pour sa captivité sur l'île de Sainte-Hélène.

Les restes du régiment sont rapatriés au Havre, où il est dissous le 9 novembre 1815.

### Monarchie de Juillet
Après les Trois Glorieuses et le renversement de la Seconde Restauration, le régiment est recréé, à Saint-Denis à la suite du décret du 17 août 1830 de Louis-Philippe. Il est organisé à 3 bataillons avec 87 officiers et 1 763 hommes, avec des éléments fournis par la garde royale et des combattants des barricades, mais sans aumôniers.
- 1830 : Une ordonnance du 18 septembre créé le 4e bataillon et porte le régiment, complet, à 3 000 hommes[4].

#### 1831
- Participe à la répression de la révolte des canuts à Lyon[5], les 21, 22, 23 novembre de cette année-là[6]. Il combat les canuts révoltés dans les lieux suivants: La Croix-Rousse, la barrière d'octroi de Sainte Claire, sur la place des Terreaux et enfin au Pont Morand[6].

#### 1832
Participe à l'expédition d'Ancône contre les États pontificaux. Les 1er et 2e bataillons du régiment débarquent de la frégate Victoire  le 22 février et occupe la ville le 23 février 1832. Les deux premiers bataillons du régiment occuperont cette ville jusqu'en 3 décembre 1838.

#### Conquête de l'Algérie par la France(1832)
Les 3e et 4e bataillons feront quant à eux partie de l'armée d'Oran, dans le cadre de la conquête de l'Algérie par la France.

##### 1832
- Combats de Sidi-Chabal. (9 novembre 1832)
- bataille de Kheng-Nettah.

#### 1833
- Combats de Kodour-Delby. (7 mai 1833)
- Combats de Sidi-Mahatan. (27 mai 1833)
- Expédition d'Arzeu. (5 juillet 1833)
- Expédition de Mostaganem. (23 juillet 1833)
- Expédition de Taffaro. (5 août 1833)
- Combats d'Ayn Brédéa. (10 octobre 1833)
- Combat de Tamezoa. (3 décembre 1833).

Les bataillons sont épuisés, décimés par le choléra et envoyé en convalescence à Mers el-Kébir et Oran, où ils tiendront désormais garnison.
- Expédition de Mascara.

#### 1835
- Combats de Muley-Ismaël. (26 juin 1835)
- Bataille de la Macta. (28 juin 1835)
- Deuxième expédition et prise de la Mascara. (1er décembre 1835).

#### 1836
- Expédition de Tlemcen. (8 janvier 1836)
- Combat de Sidi Yacoub. (25 avril 1836)

#### 1839
- Rentrée en France des compagnies 3 et 4 d'Oran et 1 et 2 d'Ancône. Elles se réunissent et reforme le régiment au complet dans la ville de Lyon au mois de juillet de cette année.

#### 1840
- Le régiment est entièrement réuni à Paris pour le retour des cendres de l’empereur Napoléon Ier. Le 3e bataillon du régiment ouvre la marche du cortège funèbre qui accompagna la dépouille de Napoléon 1er à l'Hôtel des Invalides. Cet honneur est donné au régiment, car il fut lors des 100 jours le dernier à porter le drapeau et à se battre pour la cause napoléonienne.

#### 1846
- Intervient lors de la grève des mineurs de Saint-Étienne. À Outre-Furan, les tirs sans sommation délivrés par le régiment sous les ordres du général Charron coûtent la vie à 6 personnes.

#### 1848
- Le régiment est mis en garnison à Lyon.

### Deuxième République
- 1849 : il fait partie du corps expéditionnaire de la Méditerranée envoyé combattre la République romaine et participe au siège de Rome et y reste jusqu'en janvier 1850.
- 1850 : le régiment déménage de Lyon, pour être cantonné dans les villes de Perpignan, Collioure et Port-Vendres.

### Second Empire

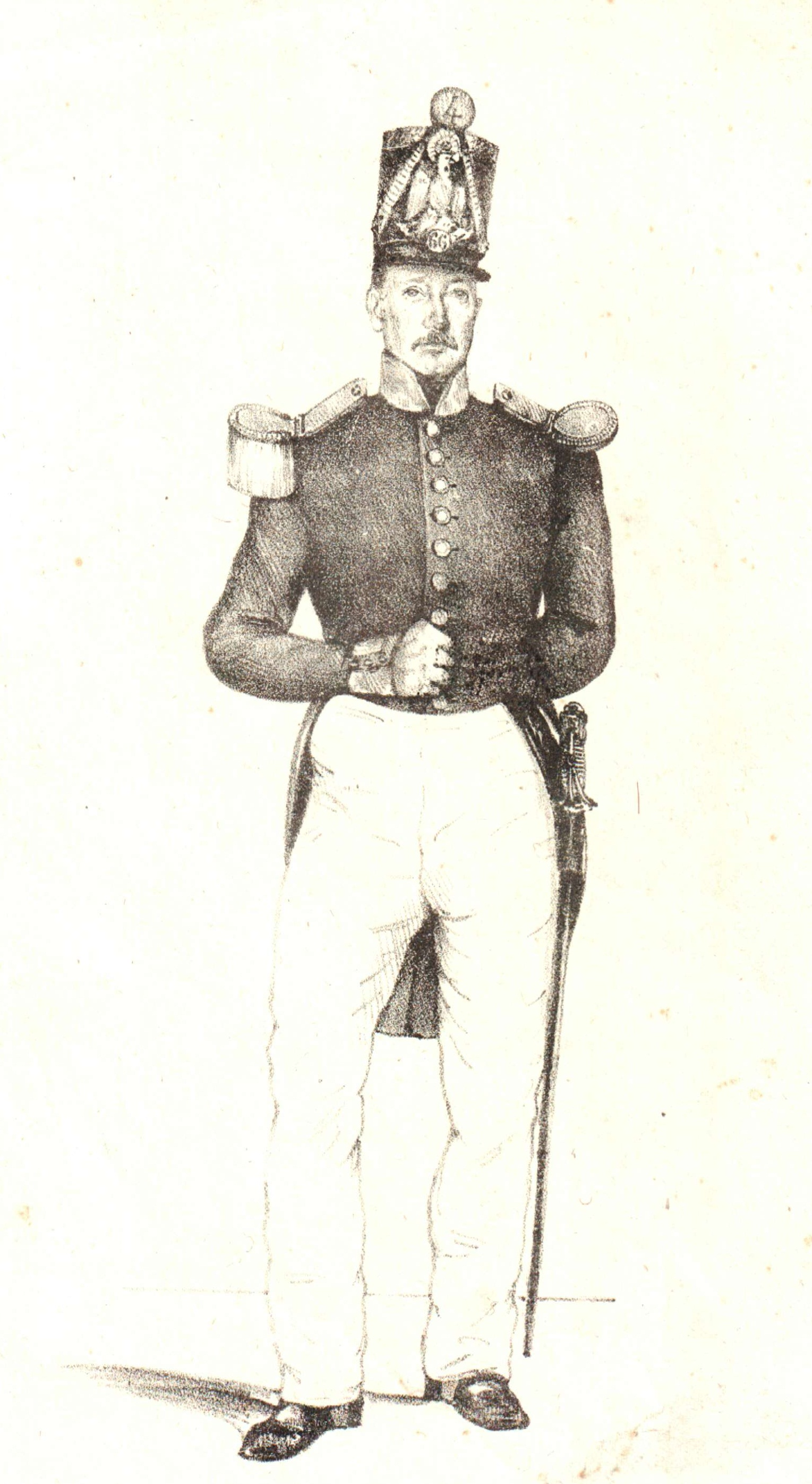
Croquis anonyme d'un lieutenant de la 4e compagnie du 66e RIL.

Il est stationné en garnison dans les villes suivantes jusqu'en 1863 : Bar-le-Duc, Verdun, camp de Châlons-sur-Marne et enfin à Strasbourg.
- 1853 : le régiment ne figure pas sur les listes des régiments de la guerre de Crimée. Mais il y envoya 1 000 volontaires.
- 1854 : il est appelé à Paris.
- 1855 : fait partie de l'armée du Nord à Boulogne sous les ordres de  Mac Mahon.
- 1856 : réorganisation à trois bataillons.
- 1859 : de nouveau à quatre bataillons.
- Par décret du 2 mai 1859 le 66e régiment d'infanterie fournit une compagnie pour former le 102e régiment d'infanterie de ligne.
- 1863 : repart en Algérie dans le cadre d'une campagne de pacification.
- 1865 : combat de Takitount.
- 1866 : intervention en Tunisie à  Aïn Béïda et Tébessa (aujourd'hui en Algérie).
- 1867 : le régiment rentre en France et tient garnison à Antibes.

#### Guerre de 1870
Pendant la guerre de 70, il y eut deux unités d'infanterie qui portèrent le chiffre 66. En effet, il y eut d'une part le 66e régiment "de ligne" composé de militaires de carrière, il s'agit ici de l'unité que nous suivons dans cet article depuis le début de sa création.
Et d'autre part une nouvelle unité, le 66e régiment « de marche » composé d'appelés tourangeaux. Ce dernier régiment fut constitué à la suite de l'appel de Léon Gambetta dans le cadre du gouvernement de la Défense nationale, afin de constituer une armée de secours dite « armée de la Loire ». L'objectif de cette armée était de reconstituer la défense du territoire à la suite de l'effondrement de l'armée régulière.

##### Le66erégiment de ligne(armée du Rhin)
Le régiment forme avec le 67e régiment d'infanterie de ligne la 2e brigade d'infanterie commandé par le général Jacques Alexandre Jules Fauvart-Bastoult. Cette brigade fait partie de la 2e division de général Bataille du 2e corps d'armée du général Frossard.
- Bataille de Sarrebrük le 2 août 1870.
- Bataille de Forbach-Spicheren le 6 août 1870.
- Bataille de Mars-la-Tour le régiment se bat près de Gorze les 16 et 18 août 1870.
- Siège de Metz (1870) du 20 août au 27 octobre 1870. Lors de la capitulation le régiment part dans son intégralité en captivité. Il a perdu en tout au long de ce siège : 34 officiers et 1 333 hommes (tués et blessés).

##### Le66erégiment de marche(armée de la Loireetarmée de l'Est)
Le 24 novembre 1870 les compagnies de marche du 66e régiment d'infanterie de ligne qui composaient le 44e régiment de marche furent engagés dans les  combats de Chilleurs, Ladon, Boiscommun, Neuville-aux-Bois et Maizières dans le Loiret
Le régiment est créé le 11 décembre 1870 dans la ville de Tours sous les ordres du lieutenant-colonel Le Corbeiller. Ce régiment combat dans le cadre de la 2e armée de la Loire. Il était composé de jeunes appelés de la classe 1870 de Touraine. Il fait partie de la 1re brigade d'infanterie de la Loire, commandée par le général Ritter. Cette dernière entrait dans la composition de la 1re division d'infanterie de la Loire du général (à titre provisoire) Bardin et du 19e corps d'armée de la Loire du général Dargent.
Le 12 décembre, juste après sa création, cette nouvelle unité est envoyée à Cherbourg où elle arrive le 27 décembre. Elle ne combattra quasiment pas contre les Prussiens. Elle reculera comme toute l'armée de la Loire, dans l'extrême rigueur de l'hiver 1870 et les privations alimentaires. Toutefois on peut noter qu'elle participa, avec les hommes du 88e régiment de la garde mobile, aux derniers combats de la guerre à Saint-Melaine le 18 janvier 1871. L'armistice et signé le 28 janvier 1871, il est reconduit le jusqu'au 12 mars. Le traité préliminaire de paix du 26 février 1871 est signé entre-temps.
Le 9 janvier 1871, les compagnies de marche du 66e régiment d'infanterie de ligne qui composaient le 44e régiment de marche furent engagés dans la bataille de Villersexel

### 1871-1914
Le régiment "de marche" rentre à Tours, le 14 mars 1871. Ce régiment est envoyé pour mater la commune de Limoges. Le 6 avril, la ville est en état de siège, les troupes rétablissent l'ordre sans un seul coup de fusil. Le 1er mai, le 3e bataillon est envoyé à Lyon pour y rétablir l'ordre et y reste stationné jusqu'au 14 juin.
Le 2 septembre 1871 les restes du 66e régiment d'infanterie « de ligne » sont rapatriés de captivité vers Tours. Là ils sont réorganisés par le lieutenant-colonel Jouanne-Beaulieu.
À la suite de cette réorganisation le 11 septembre 1871, le 66e de marche et le 66e de ligne sont fusionnés et sédentarisés à Tours, cette unité reprendra son ancien nom de « 66e régiment d'infanterie de ligne ».
1881 expédition de Tunisie
La 1re compagnie (Commandant Veau de Lanouvelle) est envoyée le 6 septembre 1881 en Tunisie à la suite du traité du Bardo. Elle y est envoyée dans le but de mettre en place le Protectorat français de Tunisie, par la force. Elle est intégrée dans un régiment provisoire (Les hommes de la compagnie conservent leurs chiffres 66) ; le 13e régiment de marche de Tunisie commandé par le colonel Moulin. Les deux autres compagnies qui composaient ce régiment provisoire provenaient du 116e régiment d'infanterie de ligne et du 48e régiment d'infanterie de ligne. Ce régiment été affecté à la « 3e brigade d'infanterie de renfort » en Tunisie du général Étienne.
La 1re compagnie du 66e RI débarque le 10 septembre 1881 dans le quartier de la Kasbah de Tunis qu'elle prend seule et immédiatement. Par la suite avec le 13e régiment de marche de Tunisie, cette compagnie du 66e RI prend les villes de :
- Akouda
- Kalâa Kebira
- Sakalin
- Msaken
- Sousse
- Kalâa Sghira
- Sidi El Hani
- Kairouan
- Enfida
- El Djem
- Oued Gilma
- Sbeïtla
- Fériana
- Gafsa
- Gourbata
- Tozeur

Le 18 avril 1882, le bataillon rentre en France.
À la suite de la venue de Nicolas II en France, et dans le cadre de l'Alliance franco-russe, le régiment est jumelé avec le 66e RI russe de Boutirsk.
Lors de la réorganisation des corps d'infanterie de 1887, le régiment fourni un bataillon pour former le 150e régiment d'infanterie.
À la suite de la crise de Fachoda, le gouvernement français décide de renforcer les éléments de l'armée d'Afrique stationnée en Algérie, en prévision de complications éventuelles avec l'Angleterre. Le 4e bataillon du 66e ainsi que 700 volontaires de la 18e division d'infanterie sont envoyés à Sétif, ils y arrivent le 14 février et en repartent le 3 août.

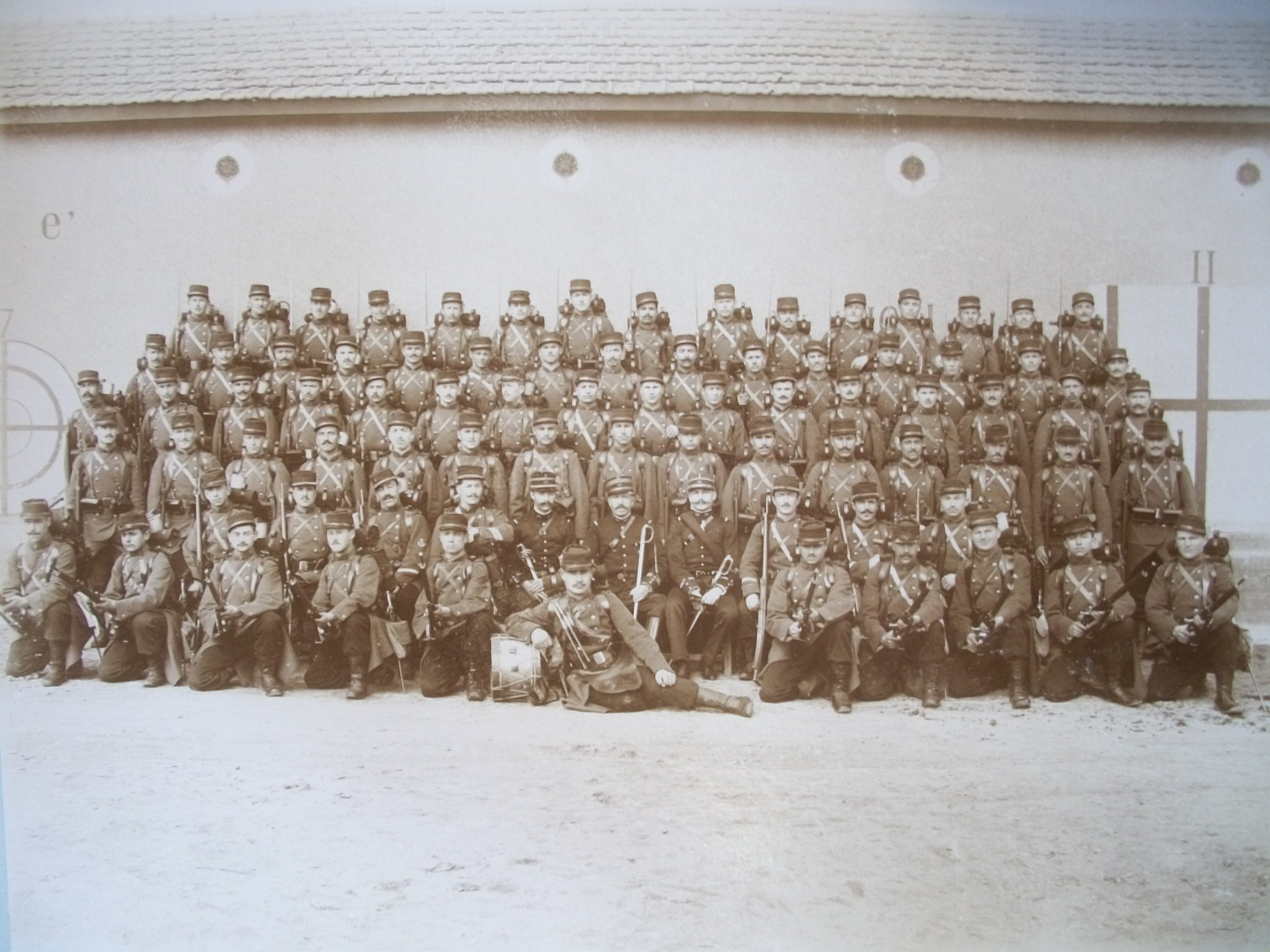
Une section du 4e Bataillon du 66e RI en 1899 de retour en Métropole.
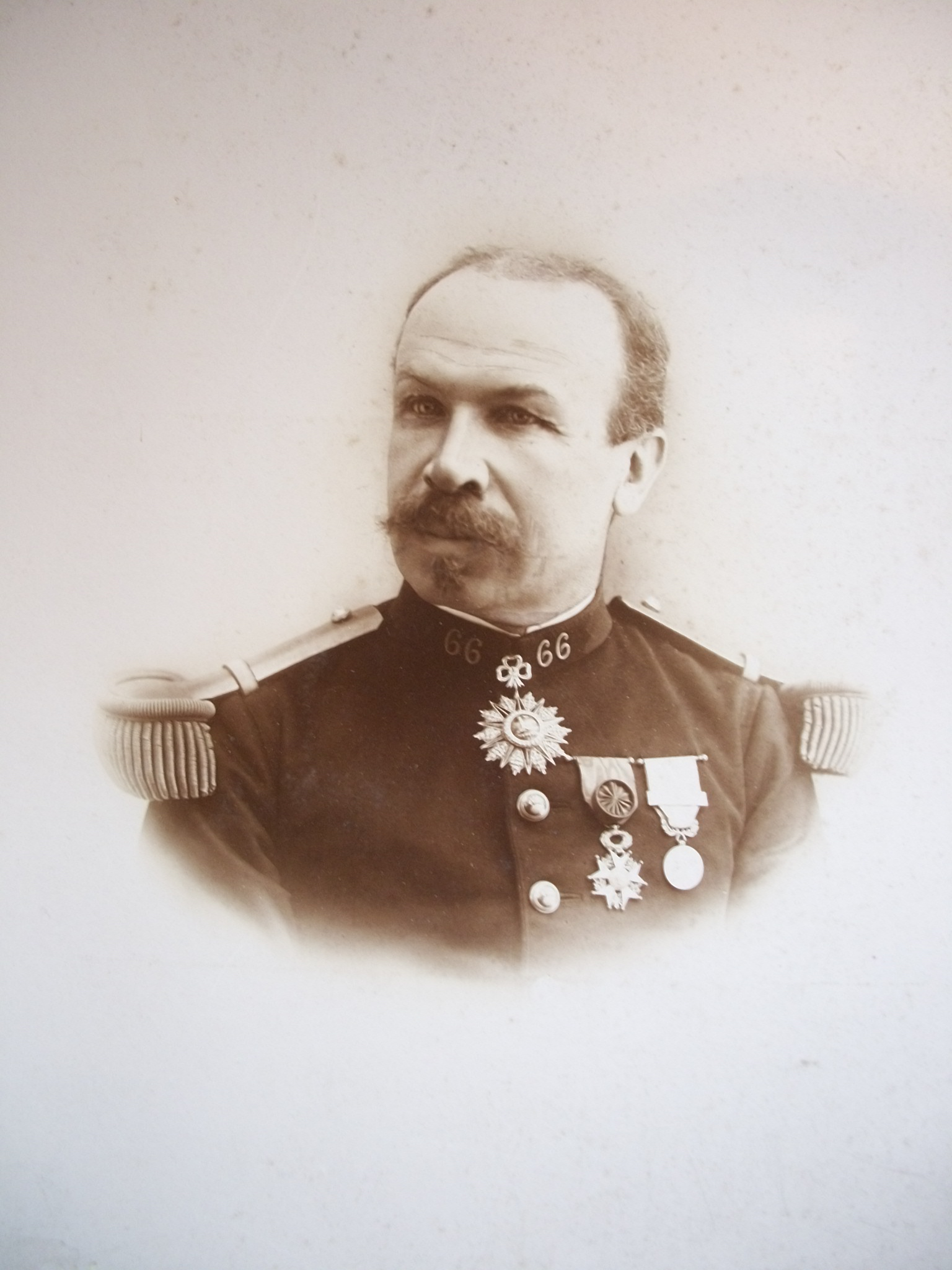
Colonel Humbel en 1899
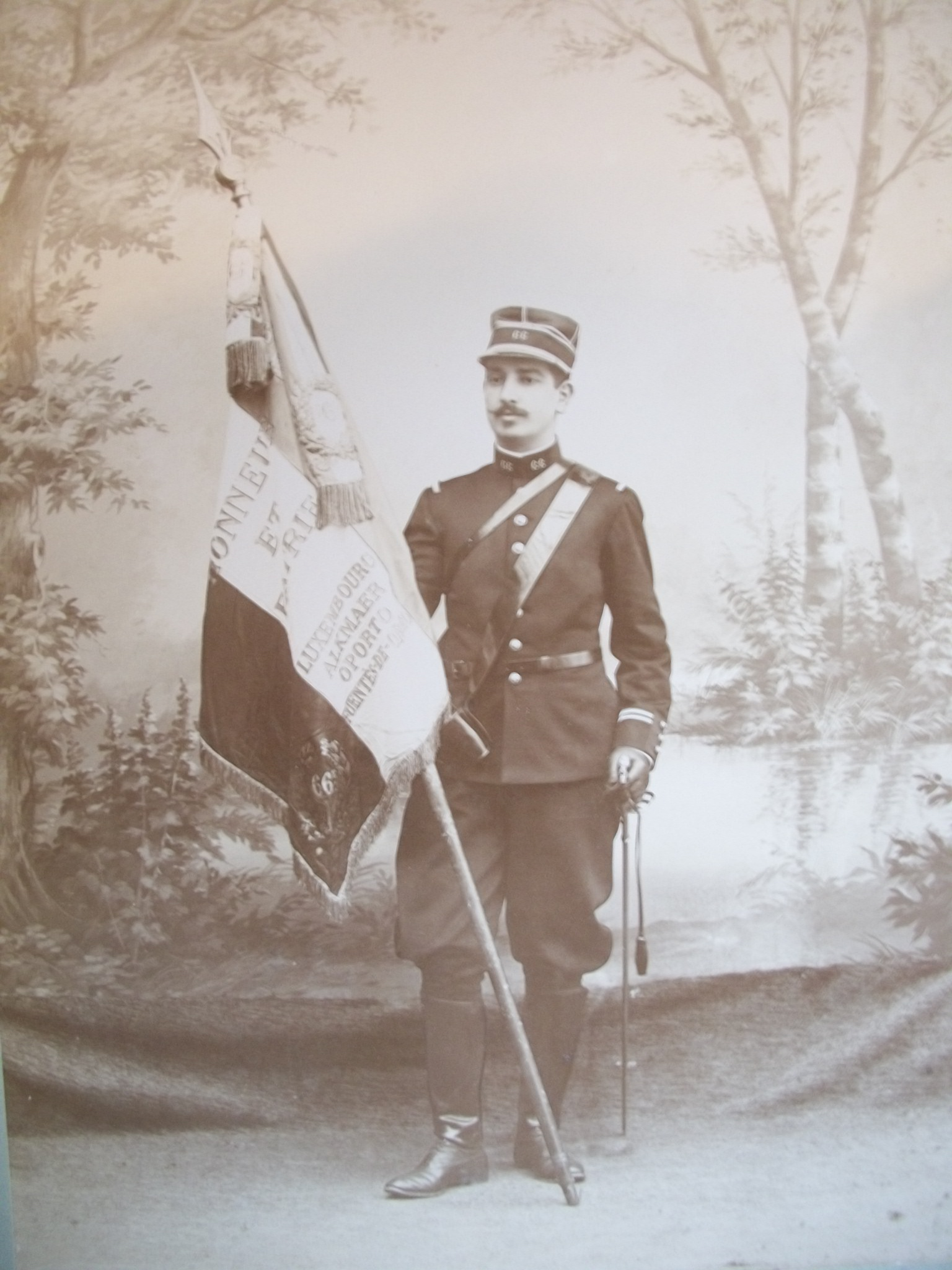
Lieutenant Barthomivat de la Besse, porte drapeau du 66e RI en 1899.

Dans toute l'armée française, sous la pression du nationalisme au travers la revanche de 1870, les régiments dressent l'état des lieux de leur histoire et forgent leurs traditions. Ainsi pour le 66e RI, c'est notamment lors de cette période que vont se démocratiser les surnoms du 66e de ligne comme : le « sans-tabac » ou le « six-six »[réf. nécessaire].
La jeune Troisième République le fait vivre au rythme des diverses réformes de son ministère de la Guerre, avec par exemple en 1882, le retrait de son appellation « de ligne » comme tous les régiments d'infanterie en France. 1905 voit la fin du tirage au sort par la loi du 21 mars 1905, du gouvernement de Maurice Rouvier. Le service militaire en France devient obligatoire pour une durée de deux ans : l'impôt du sang.
Le régiment doit donc mettre en place le service national à partir de 1905.
En 1913, la Loi des trois ans est finalement votée cette nouvelle loi porte à trois ans le service pour les jeunes conscrits. Ainsi, lorsque la Grande Guerre éclatera en août 1914, certains jeunes hommes seront privés de leurs proches pendant 6 ans, 7 ans et dans certains cas 8 ans, quand ce n'était pas pour toujours.

### Première Guerre mondiale
Le 66e RI est en garnison à Tours en 1914, il est caserné à la caserne Baraguey d'Hilliers (60 bis, boulevard Thiers.). Il formait la 35e brigade d'infanterie avec le 32e régiment d'infanterie basé à Tours et Châtellerault.
Cette brigade composait la 18e division d'infanterie avec la 36e brigade d'infanterie, elle-même composée du 77e régiment d'infanterie de ligne de Cholet et du 135e régiment d'infanterie de ligne d'Angers.
Cette division dépendait du 9e corps d'armée, commandant la 9e région militaire, dont l'état-major était lui aussi basé à Tours.
Le régiment de réserve du 66e RI était le 266e régiment d'infanterie.

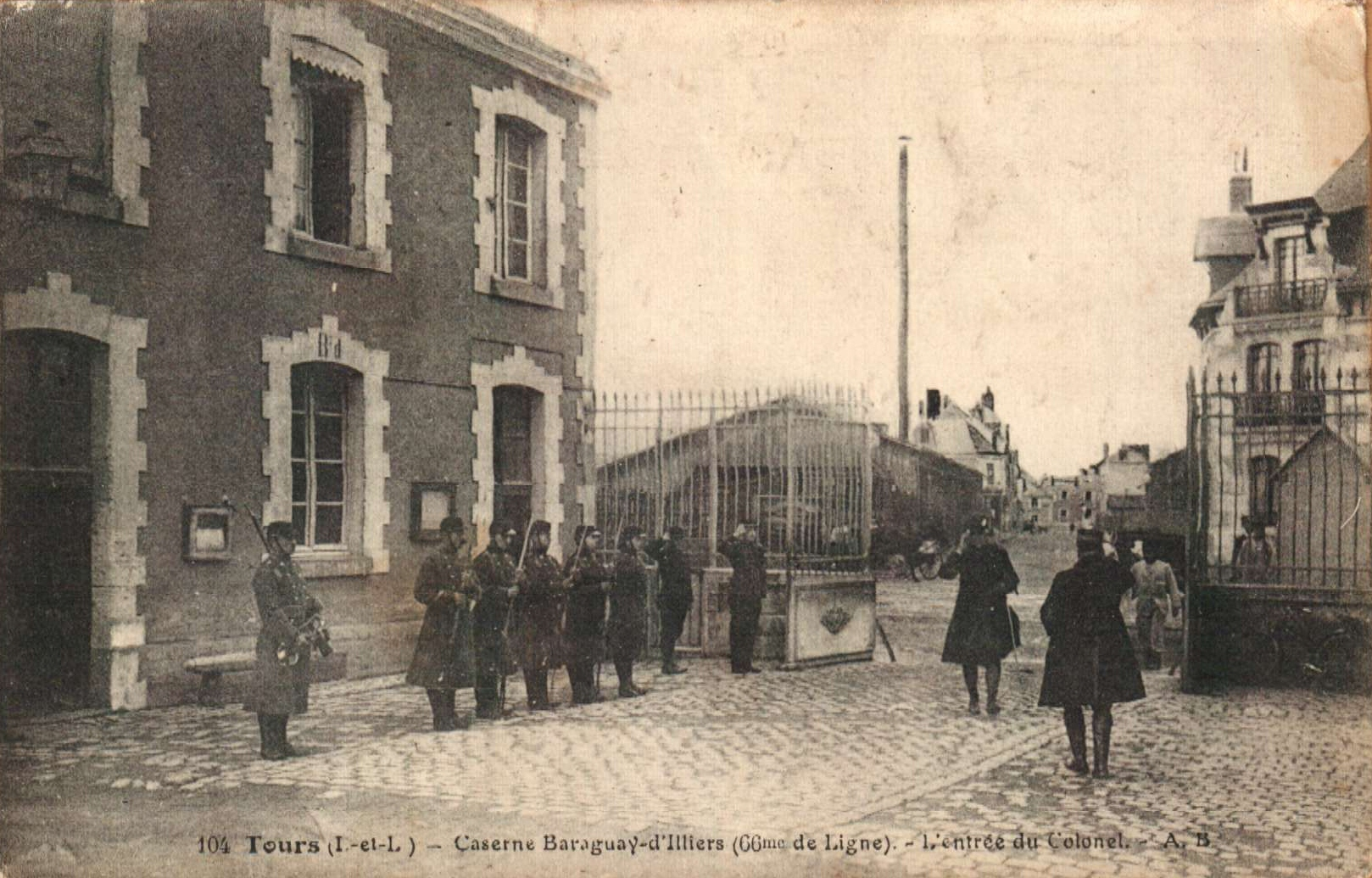
Entrée de la caserne vue de l’intérieur.
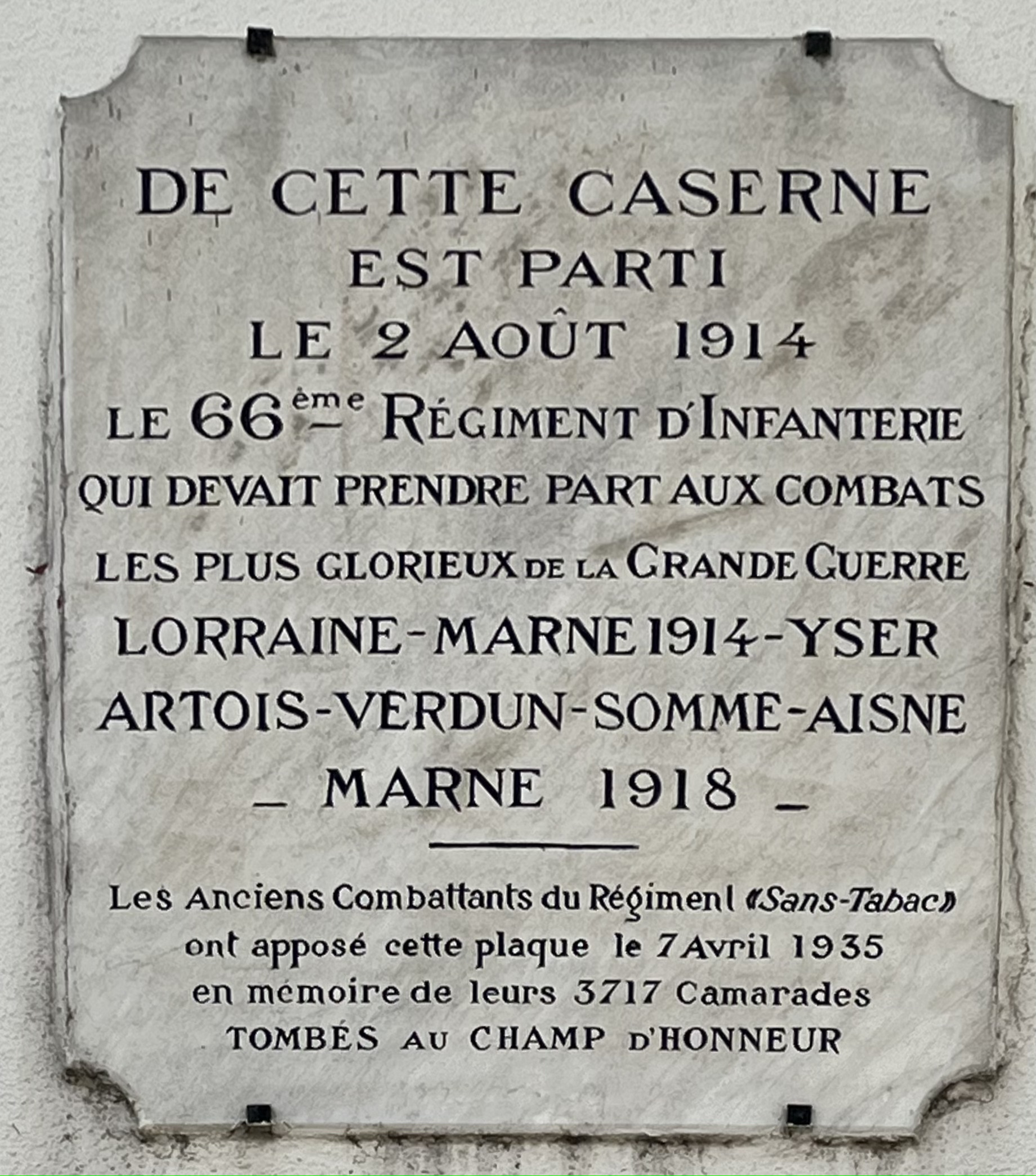
Plaque commémorant le départ du 66e RI le 2 août 1914, appliquée par les vétérans entre-deux-guerres.
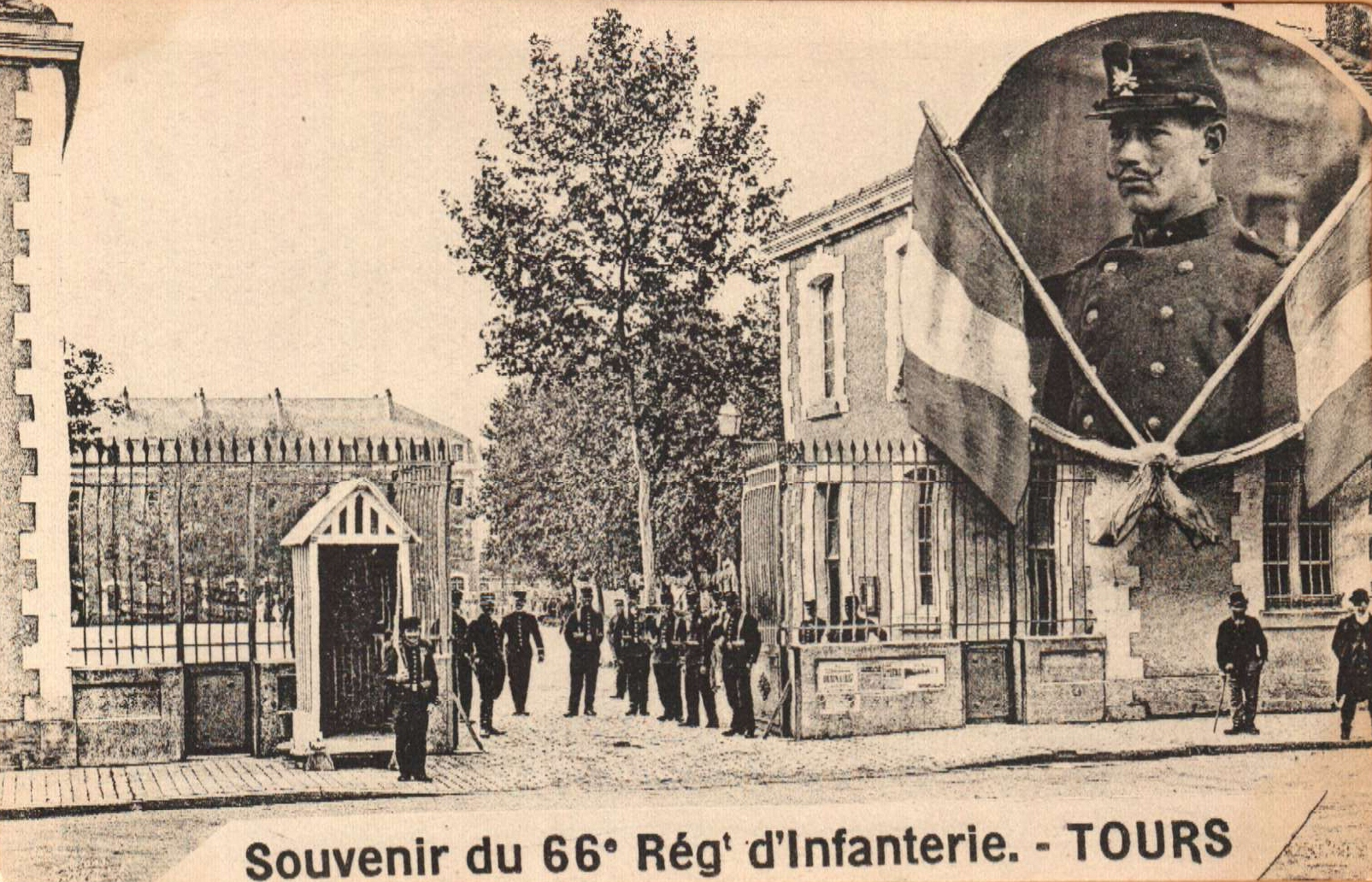
Entrée de la caserne vue de l’extérieur.

#### Composition du régiment à la mobilisation le5 août 1914
Composition du régiment à la mobilisation le 5 août 1914.
| État-major : | Sections de mitrailleuses : | 1er bataillon : | 2e bataillon : | 3e bataillon : |  |
| --- | --- | --- | --- | --- |  |
| - Colonel : JANIN - Capitaine adjoint : ROBILLOT - Chargé des détails : Lieutenant SALMON - Approvisionnement: Lieutenant le SCELLE De la MOTTE - Service téléphonique : Sous-lieutenant DUPUY - Porte drapeau : Lieutenant SAMSON - Médecin major de 1er classe (commandant) : BAILBY - Chef de musique de 1er classe (capitaine) : BORREL | - 1re section de mitrailleuses Commandant: lieutenant LEFORT Des YLOUSES - 2e section de mitrailleuses Commandant: lieutenant SCHOELL - 3e section de mitrailleuses Commandant: lieutenant LACHOUQUE Henry | - Chef de bataillon (Commandant) : KLING - Médecin aide-major de deuxième classe (capitaine) : VETEAU - 1re compagnie : capitaine PIGEON, lieutenant IMHAUS, sous-lieutenant SIOT - 2e compagnie : capitaine FAVARD, lieutenant ANDREANI, sous-lieutenant DELALET - 3e compagnie : capitaine PAILLE, lieutenant de St PIERRE, sous-lieutenant de RAYMOND-CAHUZAC, sous-lieutenant FENNEBRESQUE, - 4e compagnie : capitaine de FLEURIAU, lieutenant de LEPREVRIER (?), sous-lieutenant GIRARD | - Chef de bataillon (Commandant) : MERCIER - Officier adjoint : sous-lieutenant AUBERT - Médecin Aide Major de seconde classe (capitaine): FAULONG - 5e compagnie : capitaine BOISSIER, sous-lieutenant VERGE, sous-lieutenant BLONDEL, sous-lieutenant RUAULT du PLESSIS VAIDIERE - 6e compagnie : capitaine BOUDEVILLE, lieutenant PIGEON, lieutenant BOINVILLIERS - 7e compagnie : capitaine ROBIN, sous-lieutenant PAREAU, sous-lieutenant CHAMPION, sous-lieutenant NOURY - 8e compagnie : capitaine de MEYNARD, sous-lieutenant SCHER, sous-lieutenant DUFFET | - Chef de bataillon (Commandant) : de VILLANTROYS - Médecin aide major de seconde classe (capitaine): DREUX - 9e compagnie : capitaine RABUSSEAU, lieutenant PARENT du MOIRON - 10e compagnie : capitaine MARTIN, lieutenant GOUSSU, lieutenant VOISIN - 11e compagnie : capitaine MILLOT, sous-lieutenant LUCAS, sous-lieutenant METIVIER-BROJAT - 12e compagnie : capitaine GROSCLAUDE, sous-lieutenant GERVAISE, sous-lieutenant JUILLARD |  |

#### 1914

##### Départ de la garnison de Tours, le 5 août 1914.
Au départ du régiment l'effectif total est de 55 officiers, 3356 sous-officiers et soldats du rangs et 182 chevaux. Après une prise d'arme place de la gare à Tours, le régiments est transporté sur le front par trois trains différents transportant chacun un bataillon et une section de mitrailleuse.

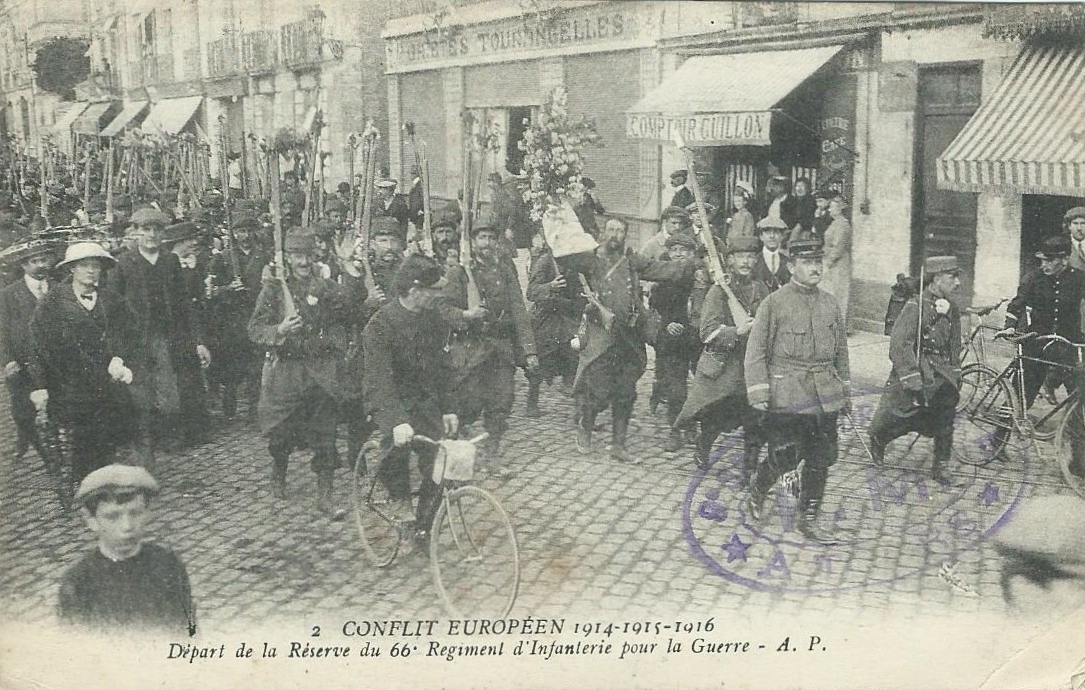
Départ du 66e RI le 5 août 1914
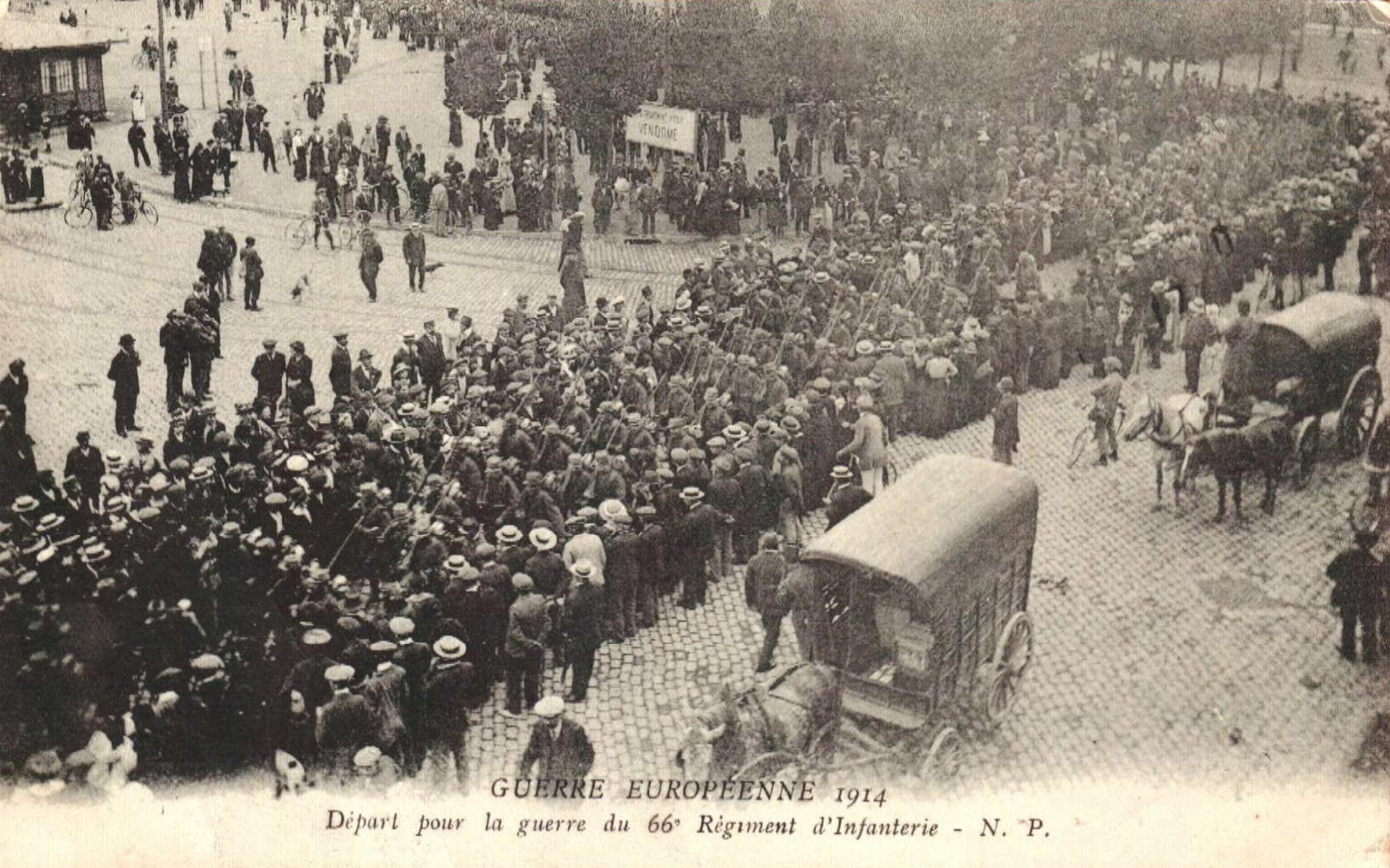
Départ du régiment place de la gare à Tours
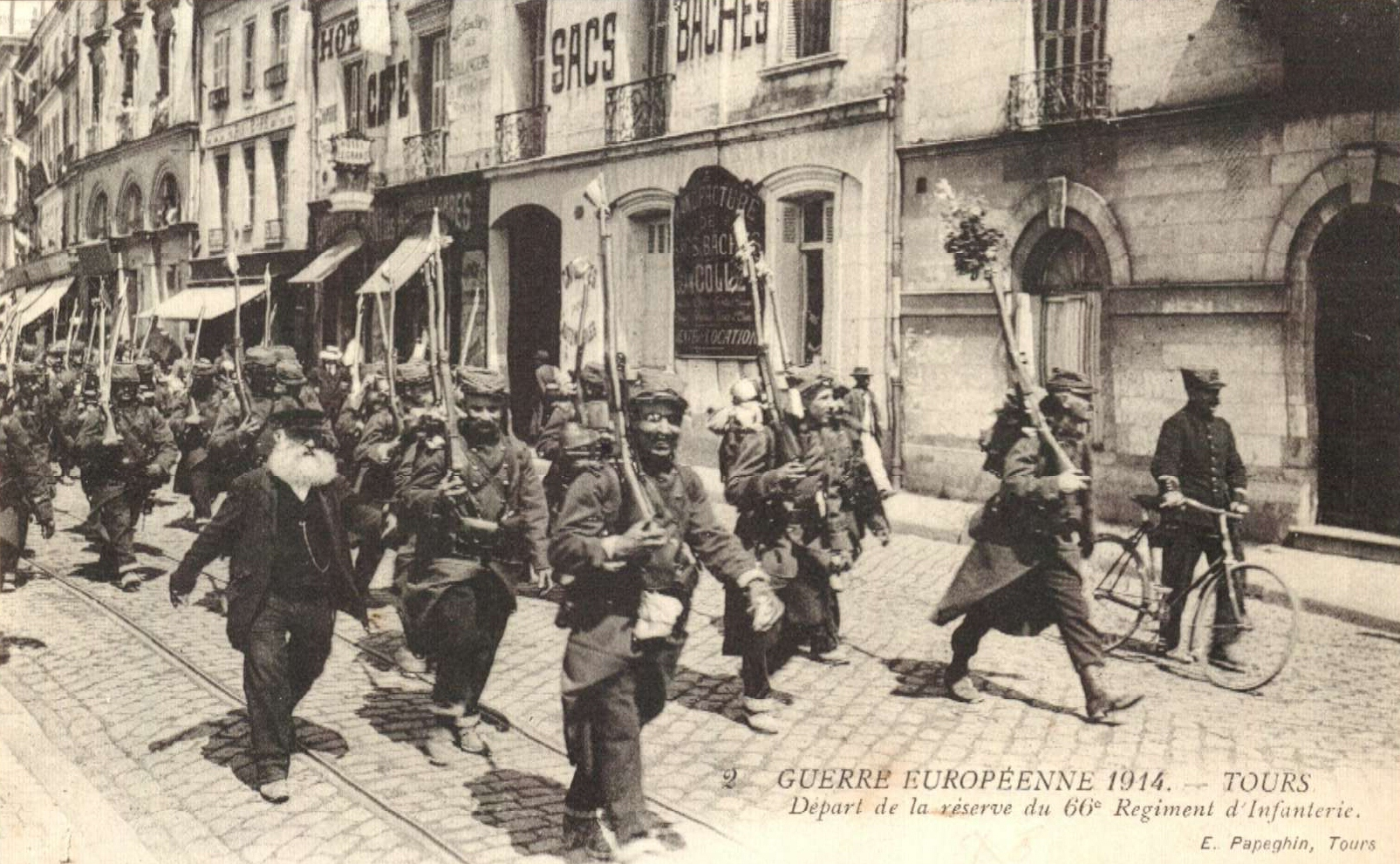
Départ de la réserve du 66e RI

##### Bataille du Grand-Couronné, du 6 août au 2 septembre 1914.
le 6 août 1914 les trois échelons du régiment débarquent près de Nancy, dans l'ordre et les communes suivantes :
- Le 1er Bataillon à 12h à Maron (Meurthe-et-Moselle).
- Le 2e Bataillon à 14h30 à Chaligny
- Le 3e Bataillon 17h lui aussi à Chaligny.

Du 6 au 11 le régiment stationne à Dombasle-sur-Meurthe, Saint-Nicolas-de-Port et Manoncourt-en-Vermois. Le 11 août par une très grande chaleur, le régiment traverse Nancy via le Cours Léopold, le boulevard Charles V et le Pont de Malzéville. Les nancéiens donnent aux hommes qui défilent des vivres et l'eau fraîche. Le 15 août les 1er et 3e bataillons sont désignés pour repousser les troupes allemandes au-delà la rivière de la Seille. Pour ce faire l'objectif d'attaque est de reprendre le village de Nomeny.

##### Première bataille de la Marne, du 5 septembre au 22 octobre 1914
- 8 septembre 1914, le régiment est positionné dans les bois d'Œuvy, dans la Marne au sud de la Fère-Champenoise. Les positions du régiment sont découvertes au petit matin par l'armée allemande, celle-ci va positionner son artillerie sur les positions du régiment qui se trouvaient alors en tête de dispositif et donc totalement isolées. À 3 heures et demie du matin un bombardement très dense de tous calibres se déchaîne sur le régiment. Ce bombardement débouche   sur une attaque massive de l'infanterie allemande dont l'objectif est d'encercler le régiment. Le colonel du régiment demande à modifier les positions pour protéger ses hommes d'une part et d'autre part réorganiser une ligne de défense, l'état-major lui répond : « L'ordre est d'être dans le bois, restez y ». En conséquence de cet ordre, le régiment reste sur place, la plupart des officiers sont tués et les hommes refluent dans le plus grand désordre. En fin de journée 1 287 hommes manquaient à l'appel.

##### Bataille de l'Yser(Poelkapelle), du 24 octobre 1914 jusqu'à fin 1914

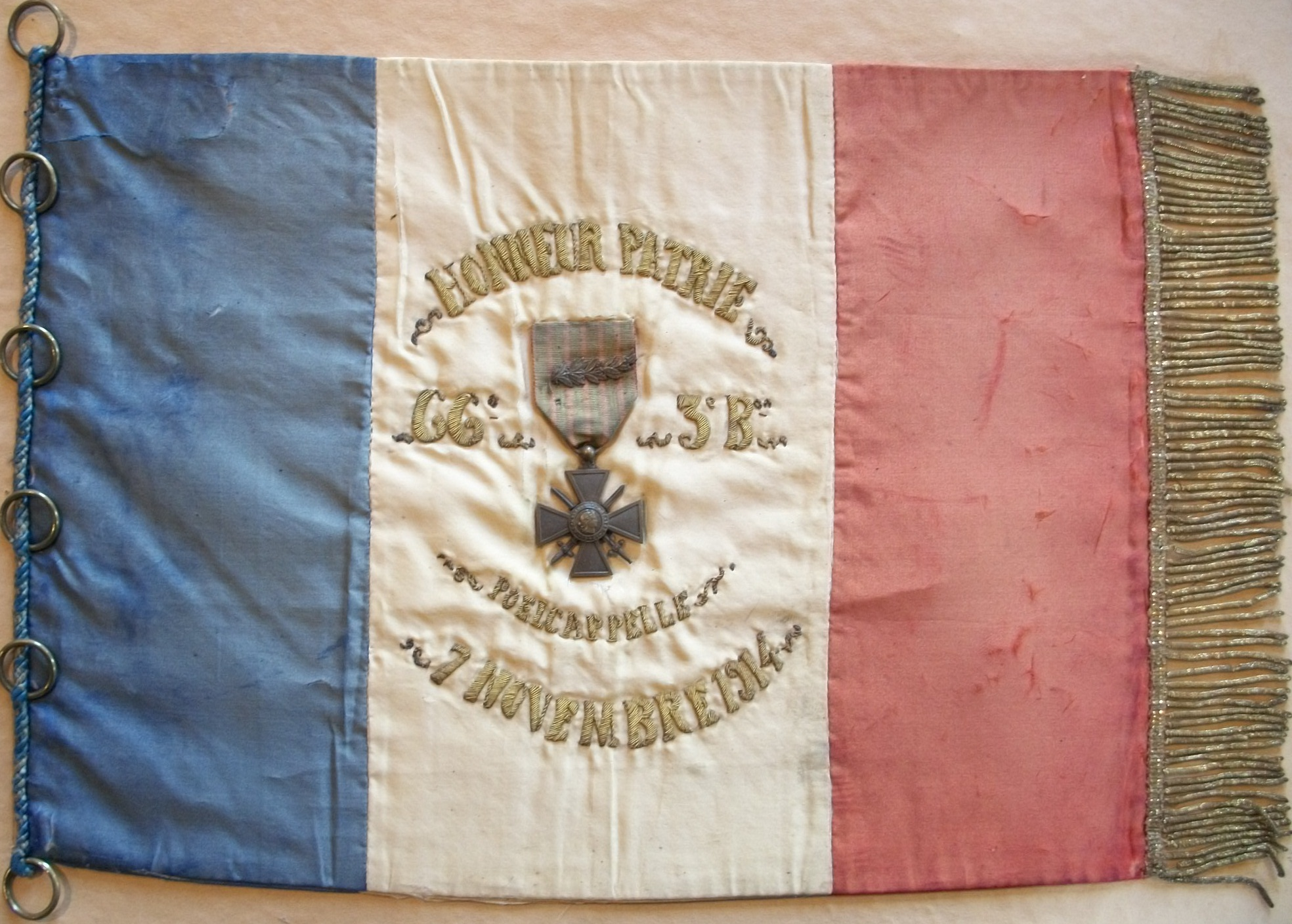
Fanion du 3e Bataillon brodé en cannetille Poelkapelle référence à la bataille

Citation à l'ordre du 9e corps d'armée, commune avec le  125e régiment d'infanterie de ligne de Poitiers le 14 novembre 1914  (ordre no 57 du 9e CA ) et, seul, à l'ordre de la 35e brigade le 24 décembre 1914 ,.

#### 1915
- Bataille des Flandres "Yser" (Langemark-Poelkapelle), début 1915 jusqu'au 25 avril 1915.
- Deuxième bataille d'Ypres, Pilkem, du 25 avril au 6 mai. Là, le régiment subit les premières attaques aux gaz :

« Des hommes se roulaient à terre, convulsés, toussant, vomissant, crachant le sang. La panique était extrême. Nous étouffions dans un brouillard de chlore. D’un bout de l’horizon à l’autre, le ciel était opaque, d’un vert étrange et sinistre. »

— Docteur Octave Béliard, médecin major au régiment
.
Pour ses actions lors de cette période le régiment est cité à l'ordre du "Détachement d'Armée de Belgique (DAB)", ordres no 8.
- Bataille de l'Artois (Souchez), du 9 mai au 23 août 1915. Le drapeau du régiment est décoré de la croix de guerre le 11 juillet par le général Joffre[17] (voir photo). Par ailleurs c'est aussi en juillet 1915 que le journal de tranchées du 66e RI, le "Sans Tabac", fut créé[18].
- Agny, du 4 septembre au 26 octobre 1915.
- Loos-en-Gohelle, Aix-Noulette, du 8 octobre jusqu'à fin 1915.

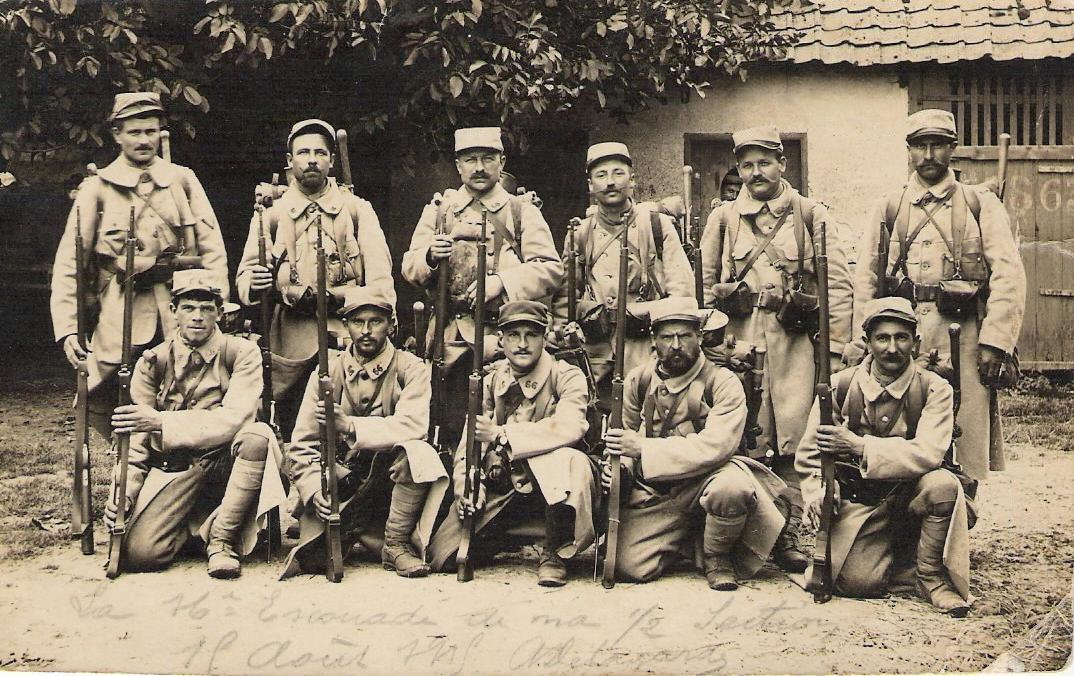
66e RI. 16e escouades de la demi section du sergent Delagarde.
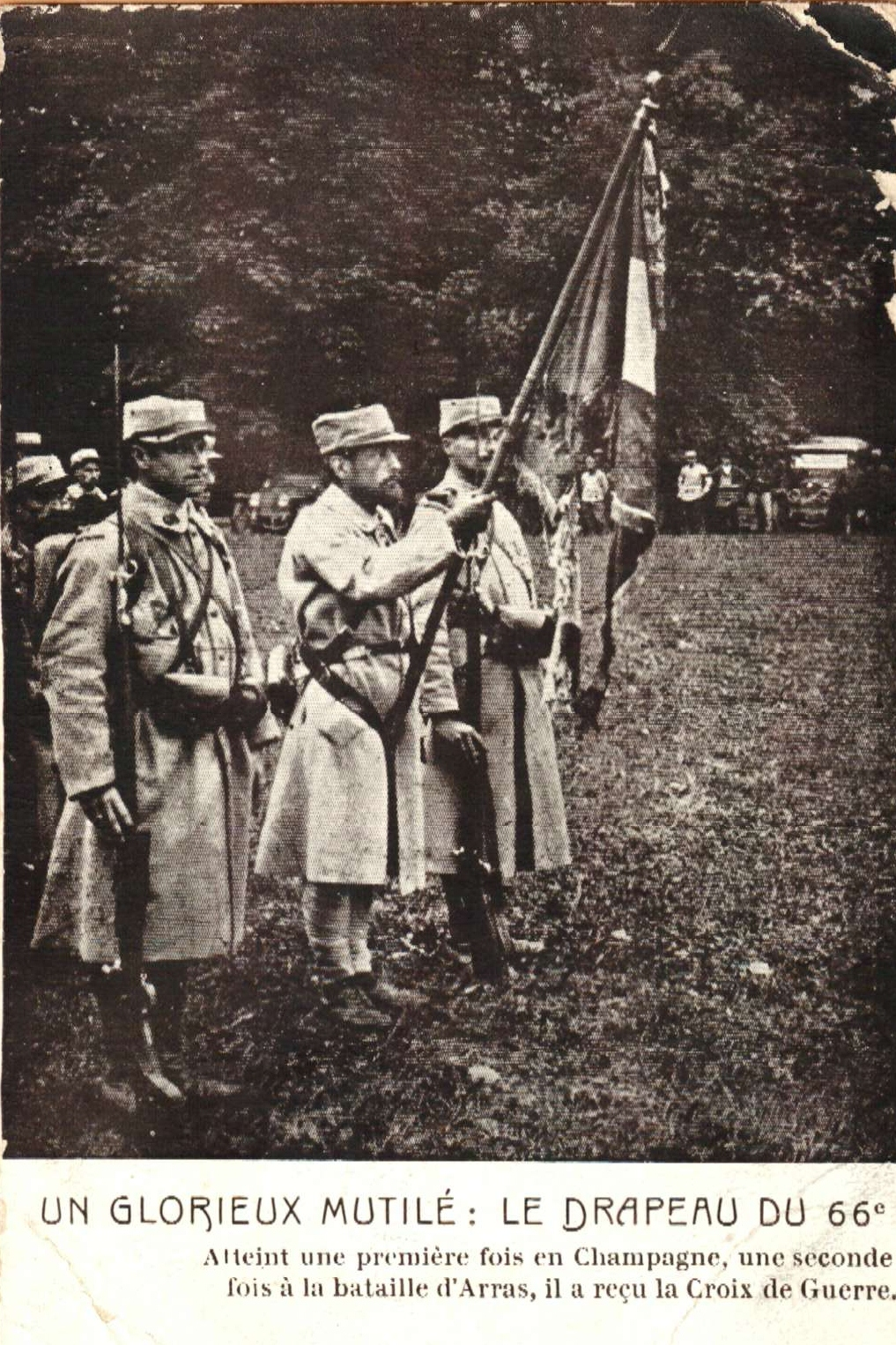
Remise de la croix de guerre au drapeau du régiment en juillet 1915 L'Illustration.
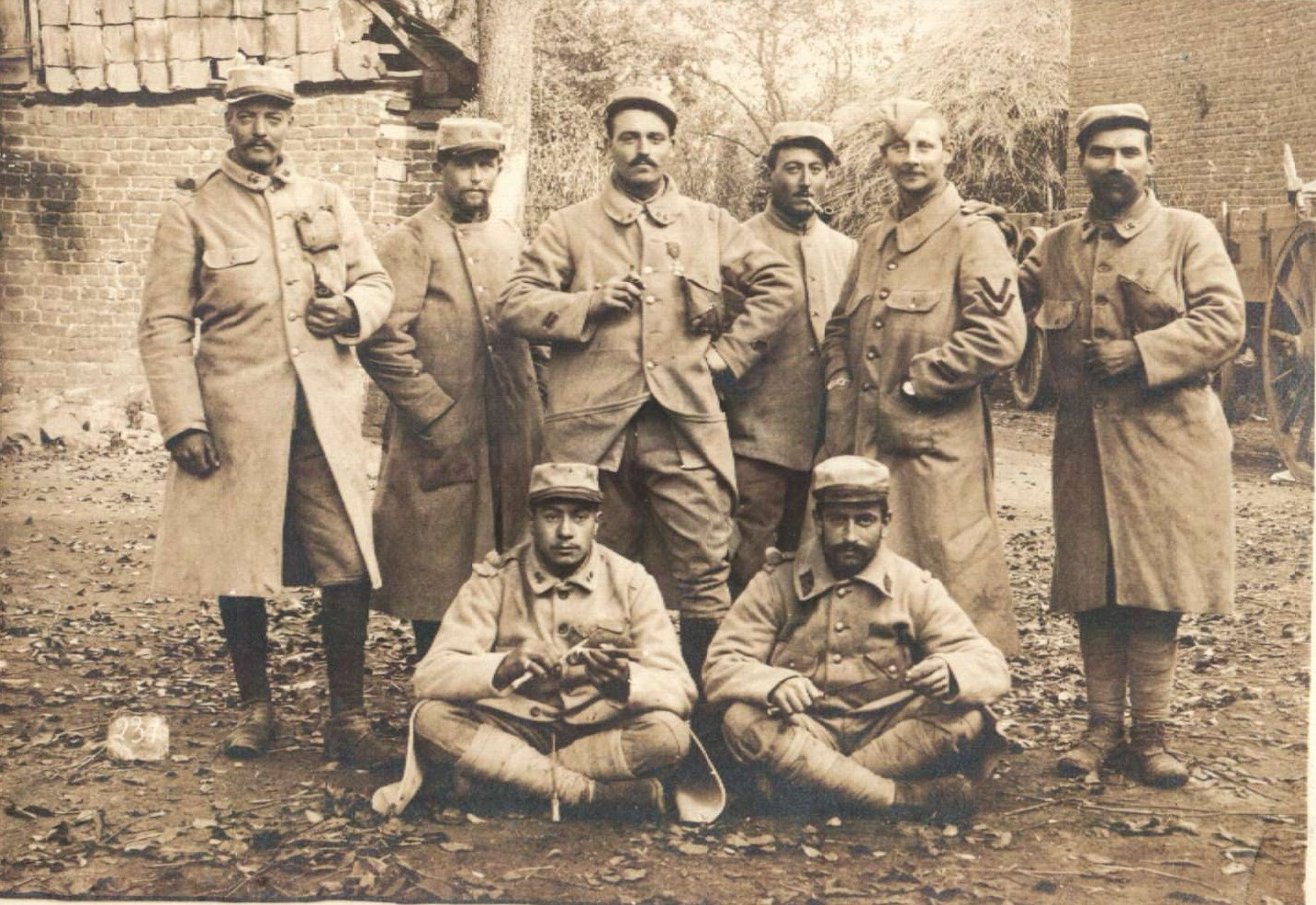
Groupe de Poilus du 66e entre le 15 mai et le 30 juin 1915.

#### 1916
- Loos-en-Gohelle, Aix-Noulette, début 1916 jusqu'en avril 1916
- Bataille de Verdun (cote 304), du 23 avril au 8 mai 1916. Citation à l'ordre du corps d'armée [19] (Ordre no 211 du 9e CA [20]).
- Repos à Chancenay et à Robert-Espagne pendant trois semaines
- Champagne (Souain), du 3 juin à septembre 1916
- Première bataille de la Somme, du 9 octobre jusqu'à la fin de l'année 1916.

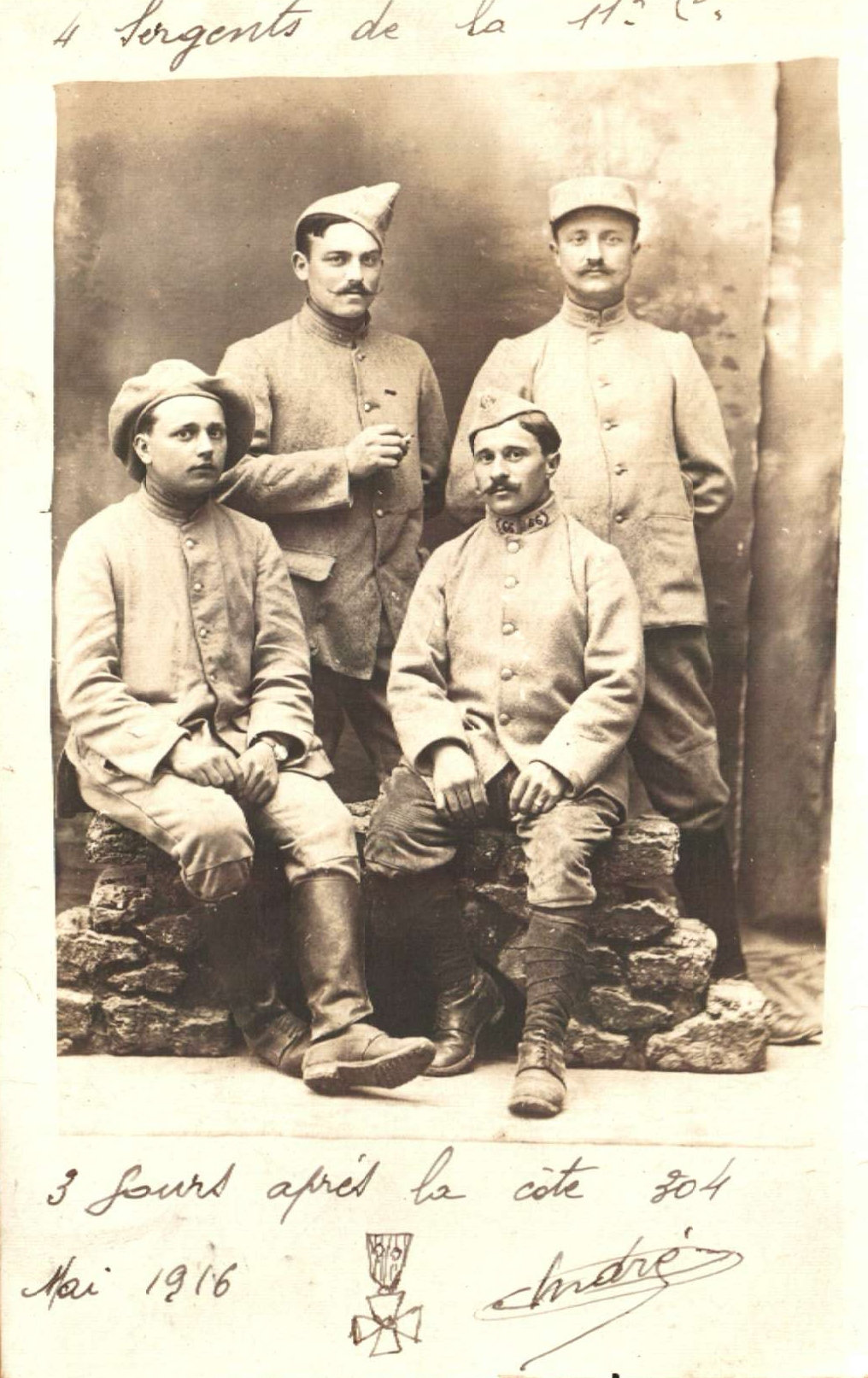
4 sergents survivants de la côte 304 à Verdun
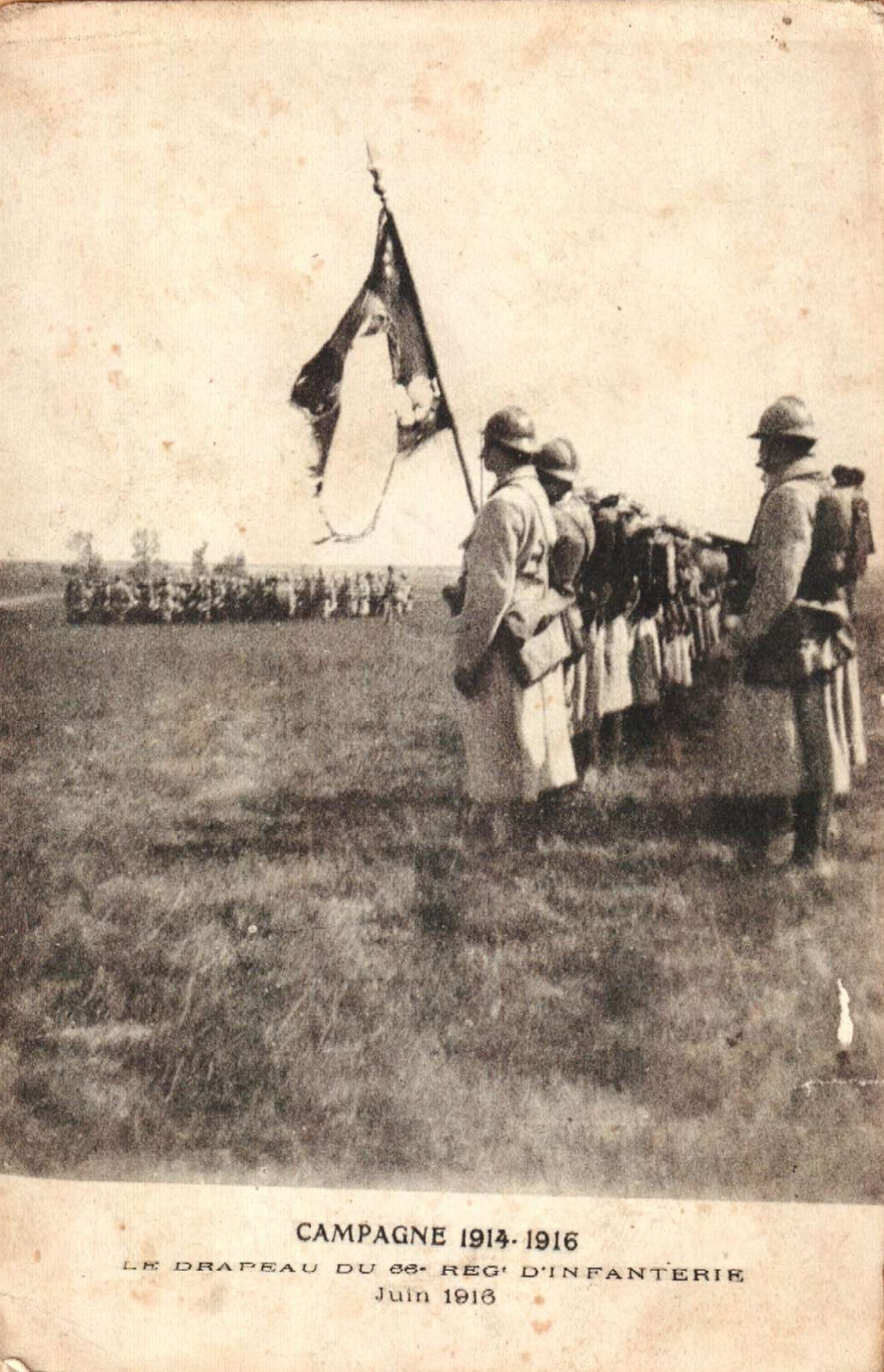
Prise d'armes, la garde du drapeau en 1916

#### 1917

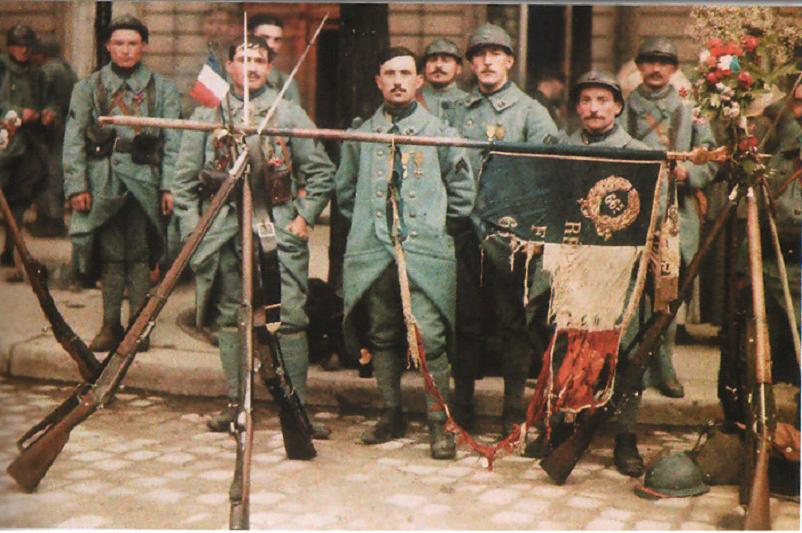
Autochrome de commandant Tournassaou du drapeau du 66e RI et de sa garde prise à Paris le 14 juillet 1917.

- Somme, du début 1917 à février 1917
- Champagne, de février à mai 1917
- Bataille du Chemin des Dames, Aisne, (secteur: Tranchées des casemates) en ligne du 9 mai au 7 juillet 1917. Dans la nuit du 19 au 20 mai 1917 des  mutineries ont lieu. Le 3e bataillon refuse de monter en ligne. Les sanctions : 42 hommes mis hors de cause, 21 condamnés à 2 mois de prison avec sursis, 19 autres à 2 mois de prison et permissions retardées[22]. Après la guerre, des rumeurs de décimations du bataillon ont couru, elles ne sont pas avérées.
- Plateau de Californie, 7 juillet au 23 juillet 1917. Le 11 juillet 1917 le régiment reçoit une citation à l'ordre de l'armée [23] (ordre no 286 de la  Xe armée [24]).
- Lorraine-Arracourt-Parroy, août 1917 à fin 1917. Une nouvelle fois cité à l'ordre de l'armée le 17 août 1917[25] (ordre no 294 de la  Xe armée [26]). Cette citation ouvre aux hommes du régiment le droit au port de la fourragère aux couleurs de la croix de guerre 14-18. Cette fourragère est attachée au drapeau du "six-six" par le général Pétain, à l'occasion  d'une revue, le 12 septembre 1917 au camp de Gondrecourt.

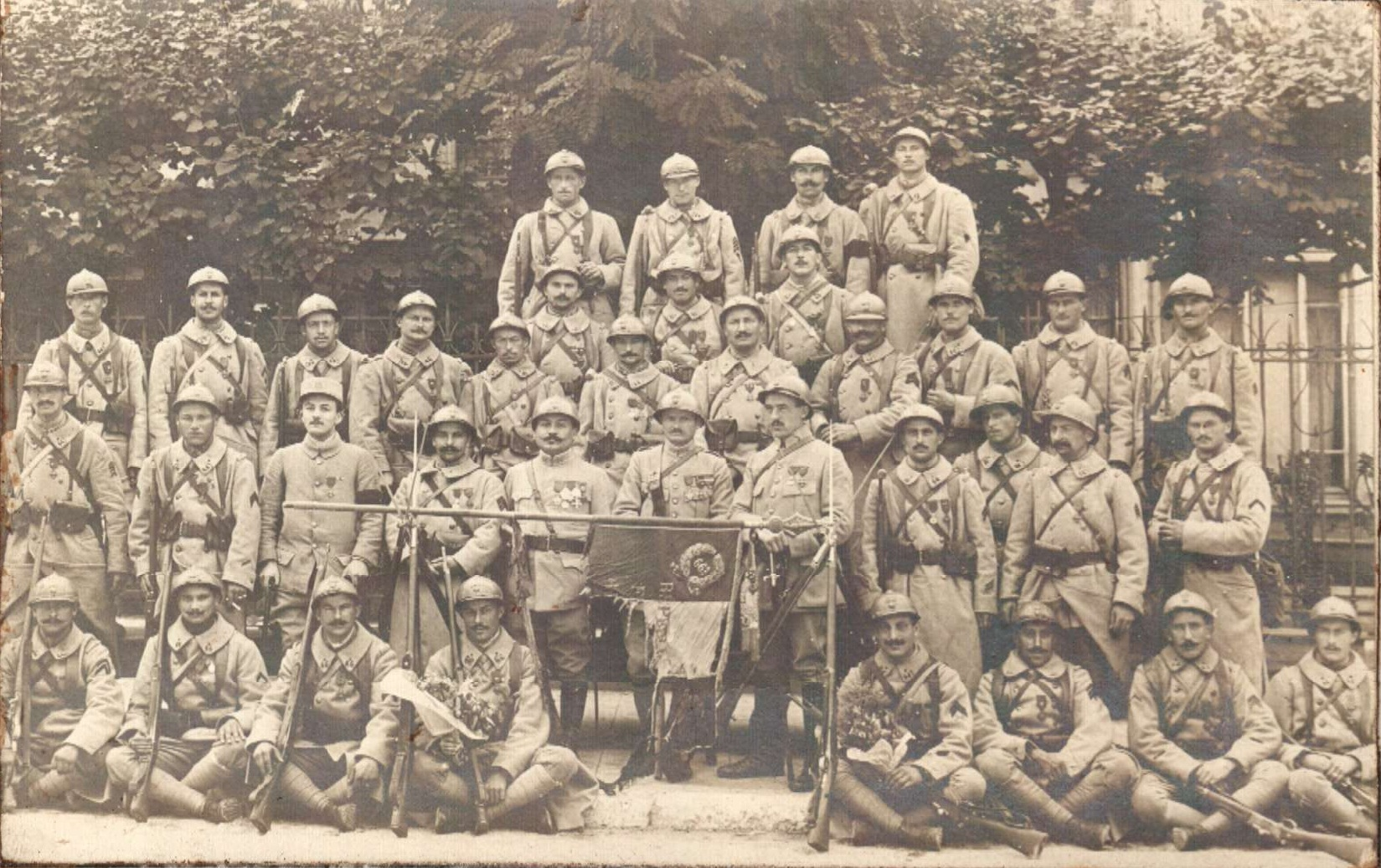
Délégation du régiment détachée pour le défilé sur l'avenue des Champs-Élysées le 14 juillet 1917.

#### 1918

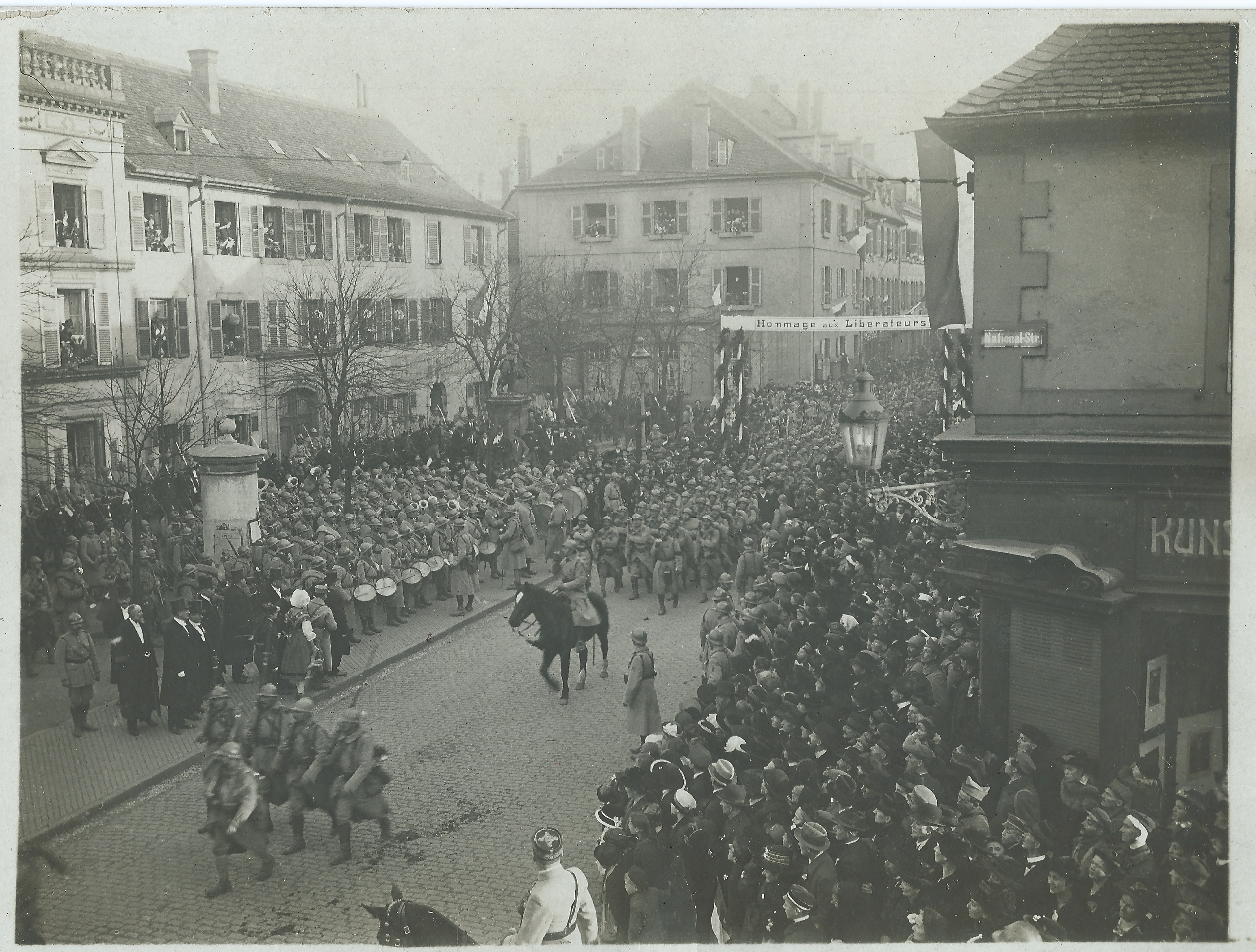
Rentrée dans Sarreguemines du 2e Bataillon du 66e RI le 22 novembre 1918. Au centre, à cheval, le colonel Soulé.

- Bataille des Vosges, de début 1918 jusqu'en avril 1918.
- Seconde Bataille de la Somme (Rouvrel, "Bois Sénécat" près de Moreuil), d'avril à mai 1918.
- Bataille du Matz (Ressons-sur-Matz, Saint-Maur aujourd'hui intégré à Lunéville), juin 1918. Pour cette action du 9 juin 1918, le régiment reçoit une citation à l'ordre de l'armée [27] le 5 août 1918 [28] suivant (Ordre no 482 de la  IIIe Armée [28]). Cette citation ouvre aux hommes du régiment le droit au port de la fourragère aux couleurs de la médaille militaire.
- Seconde bataille de la Marne (Comblizy, Chassins, hameau de  Trélou, Sainte-Gemme), juillet 1918. Citation à l'ordre de l'armée pour l'action offensive du 29 juillet 1918 [29] (Ordre numéro 739  de la  IIIe Armée [30]) ordre signé du général commandant en chef Philippe Pétain.
- Verdun, d'août à octobre 1918. Pour les combats du 8 au 11 octobre 1918, le régiment reçoit sa dernière citation à l'ordre de l'armée le 14 octobre 1918[31] signée du  GQG par Petain (Ordre no 1380 de la  IIe armée [32]).

- L'armistice trouve le régiment en Meurthe-et-Moselle le 11 novembre 1918, à Tonnoy. En tout, le 66e régiment d'infanterie déplorera la pertes de 3 331 morts [33] sous son drapeau sur toute la période de la Grande Guerre. Soit une moyenne d'environ deux décès par jour de guerre.
- Le 22 novembre, le six-six entre dans Sarreguemines en Lorraine accueilli par une foule venue nombreuse.
- Début décembre 1918, le 66e régiment d'infanterie franchit la frontière allemande du Palatinat rhénan dans le land de Rhénanie-Palatinat et finit l'année par l'occupation de la ville de Sarrebruck en territoire du Bassin de la Sarre.

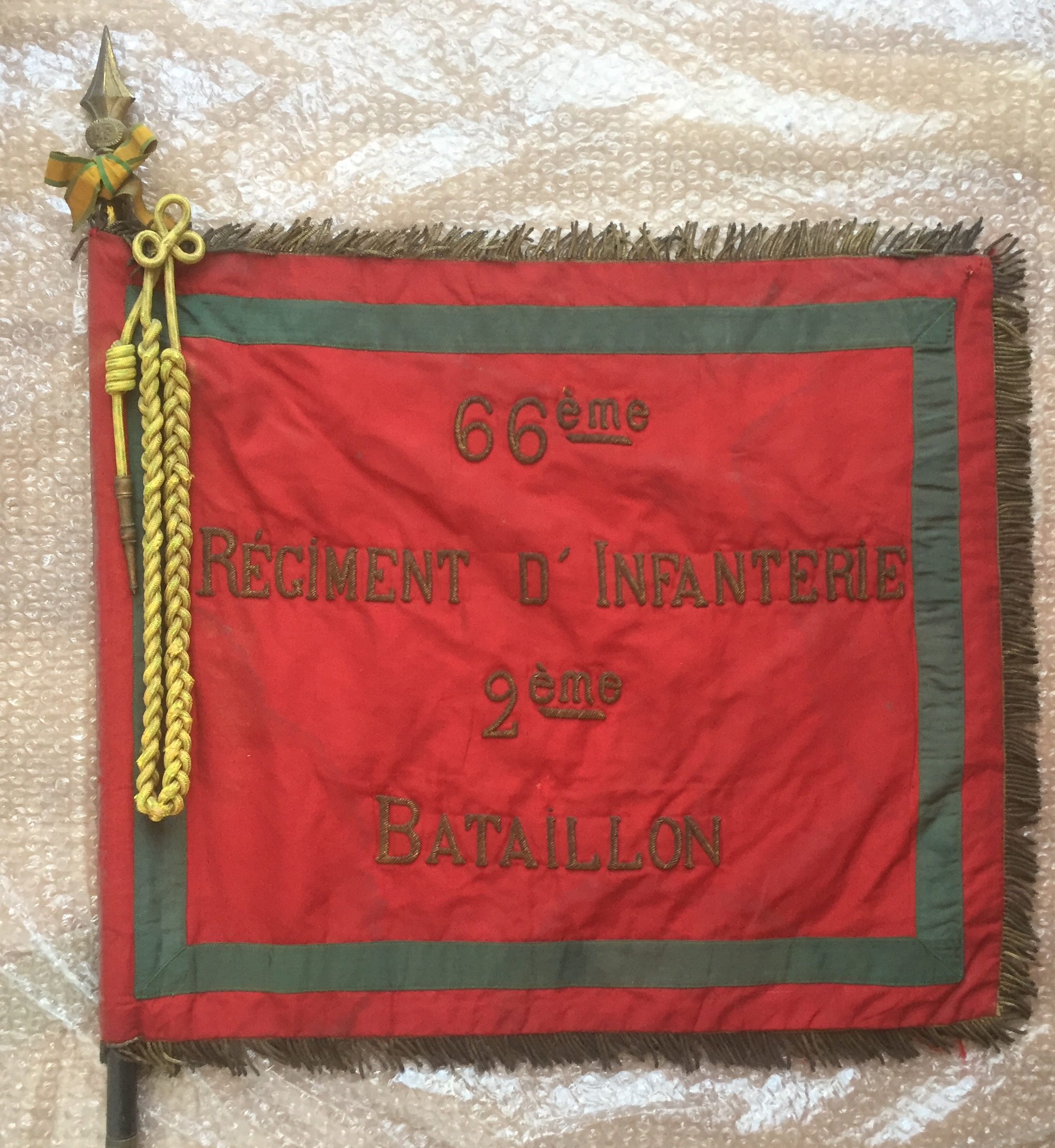
Avers du fanion du 2e Bataillon du 66e régiment d'infanterie en 1918.
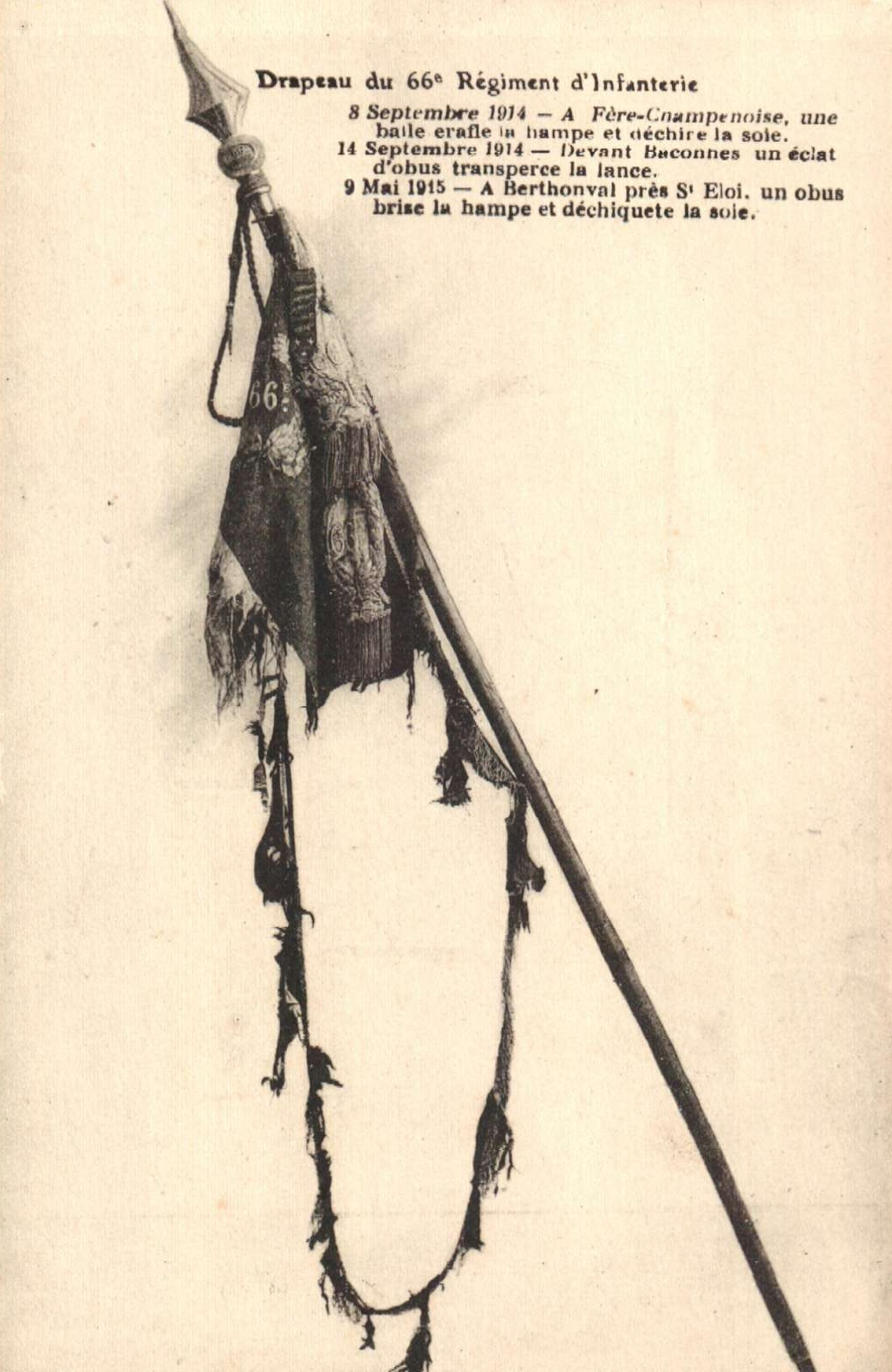
Drapeau du 66e régiment avec le détail des blessures.
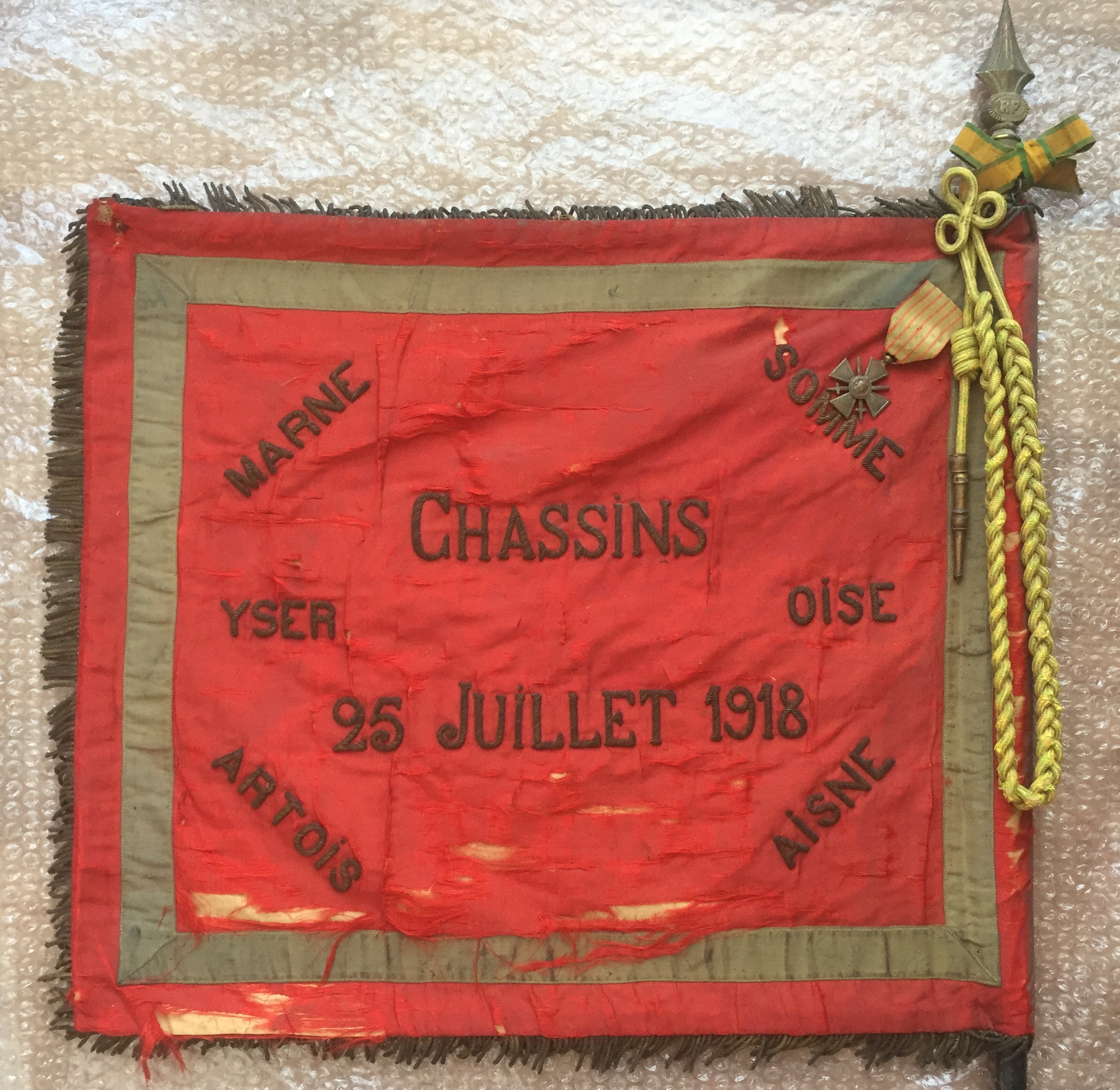
Revers du fanion du 2e Bataillon du 66e régiment d'infanterie en 1918 avec le détail des batailles auxquelles il a pris part.

### Entre-deux-guerres

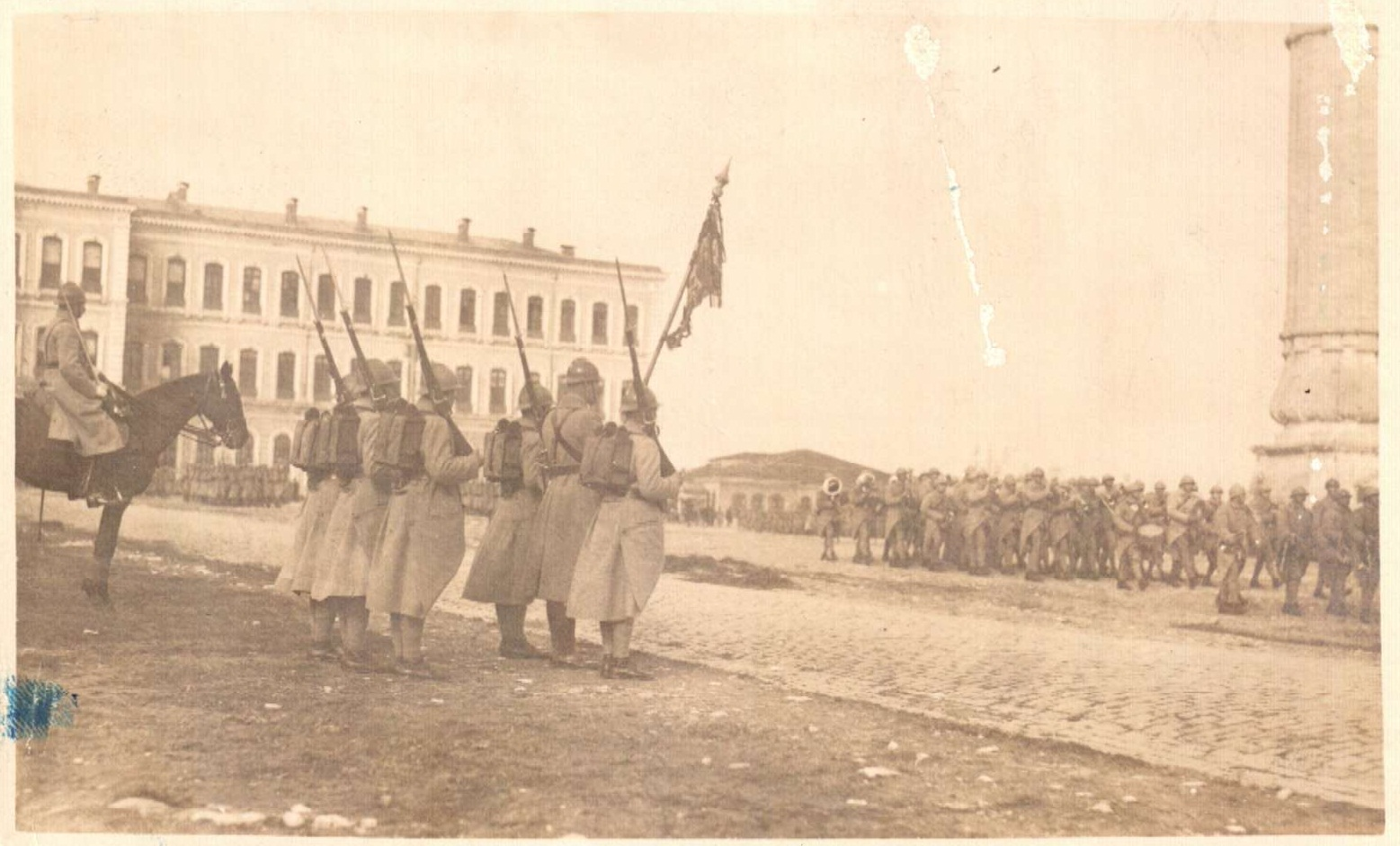
Photo de la prise d'arme de dissolution du régiment le 24 février 1923

- Le 2 juillet 1919 le 3e bataillon est tiré au sort, au sein du 9e Corps d'armée, pour être détaché à l'armée française d'Orient comme corps d'occupation en Turquie.
- 14 septembre 1919 retour des 1er et 2e bataillons dans la garnison de Tours. La ville de Tours reçoit le régiment par une très fastueuse journée de fête organisée en l'honneur du régiment par le maire Camille Chautemps et le préfet d'Indre-et-Loire Monsieur Ducaud. Cette journée de fêtes fut intitulée "fêtes du retour du 66e régiment d'infanterie", le régiment Tourangeaux. Cette fête était aussi dédiée à l’ensemble du 9e corps d'armée, lui aussi basé dans la ville de Tours [34].

- Le 19 septembre 1919 le 3e Bataillon part du port de Toulon vers Constantinople sur le vapeur Duguay-Trouin. À son arrivée et pendant toute son occupation de Constantinople, il casernera dans la "Caserne Galliéni" (Beyazıt Devlet Kütüphanesi).
- Le 7 septembre 1920 le corps d'occupation de Constantinople (C.O.C) est rendu autonome de l'armée d'orient. Le C.O.C était composé de neuf bataillons d'infanterie provenant de diverses unités de l'armée française, dont notamment le 3e bataillon du 66e RI.

À cette date il fut décidé que les neuf bataillons stationnés dans la ville seraient tous regroupés dans des régiments différents selon leurs origines Ethnique. Ainsi il y eut trois régiments formés pour occuper Constantinople : 
- un régiment de tirailleurs sénégalais (R.T.S).
- un régiment de tirailleurs algériens (R.T.A).
- un régiment d'infanterie métropolitain.

Le chiffre 66 fut choisi pour le régiment Métropolitain. Ce 66e régiment nouvellement restructuré comprenait le 3e Bataillon du 66e RI, le 3e bataillon du 144e régiment d'infanterie et enfin l'état-major de ce régiment fut prélevé dans les cadres d'origine européenne des Bataillons de tirailleurs stationnés à Constantinople. À la suite de cette nouvelle restructuration, le 66e régiment conserve une compagnie de Dépôt à Tours.
- Le régiment est dissous le 24 février 1923 à Constantinople.
- Lors de la dissolution du régiment, ses traditions furent transmises à la 6e compagnie du 32e régiment d'infanterie basé à Tours. Une salle d'honneur présentant des reliques liées au régiment resta entre les deux guerres sous la garde du 32e RI dans la caserne Baraguey d'Hilliers. Cette salle présentait tous les fanions des bataillons et compagnies du régiment "sans tabac" de 14-18[35].

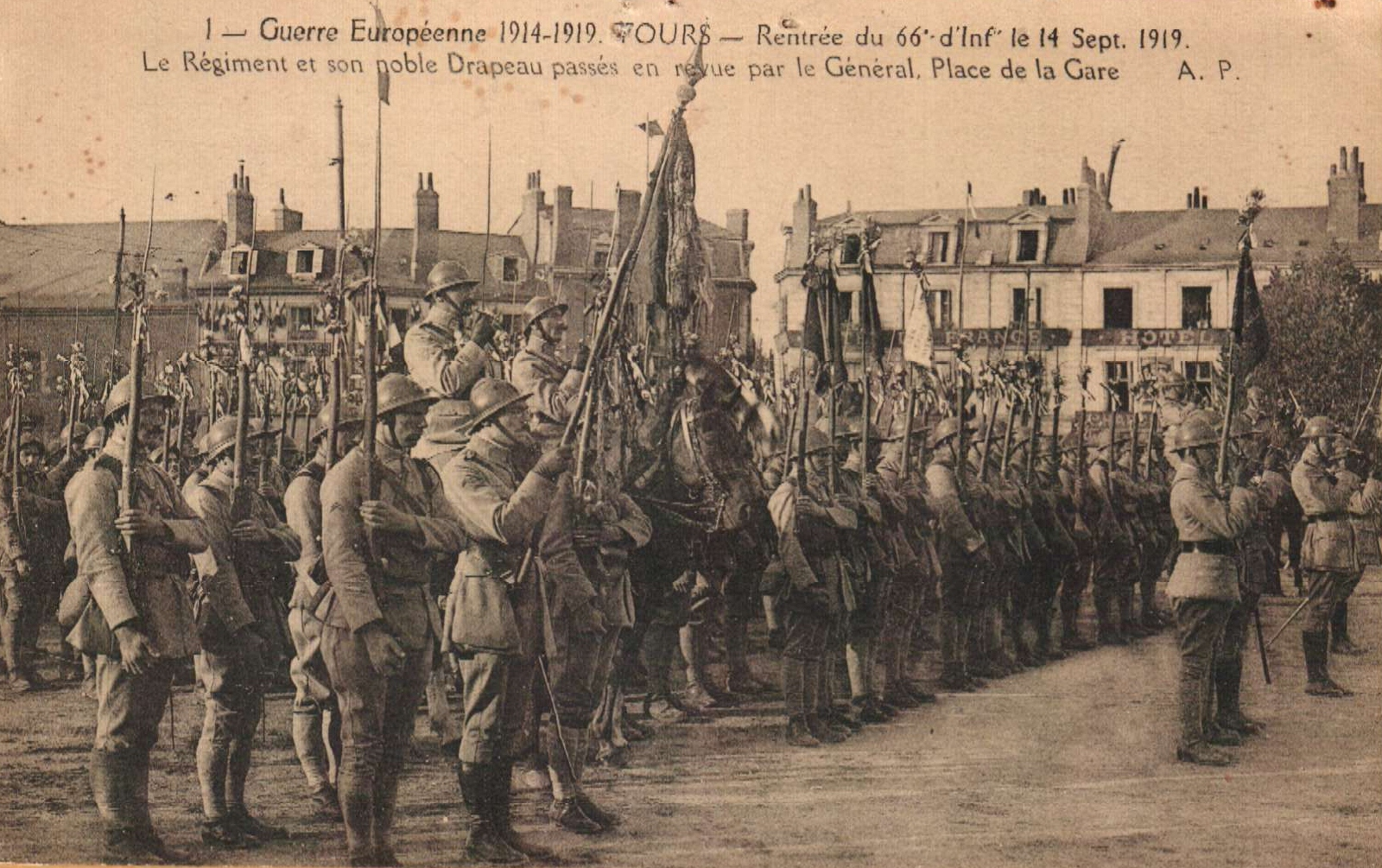
Prise d'arme du régiment place de la gare à Tours le 14 septembre 1919
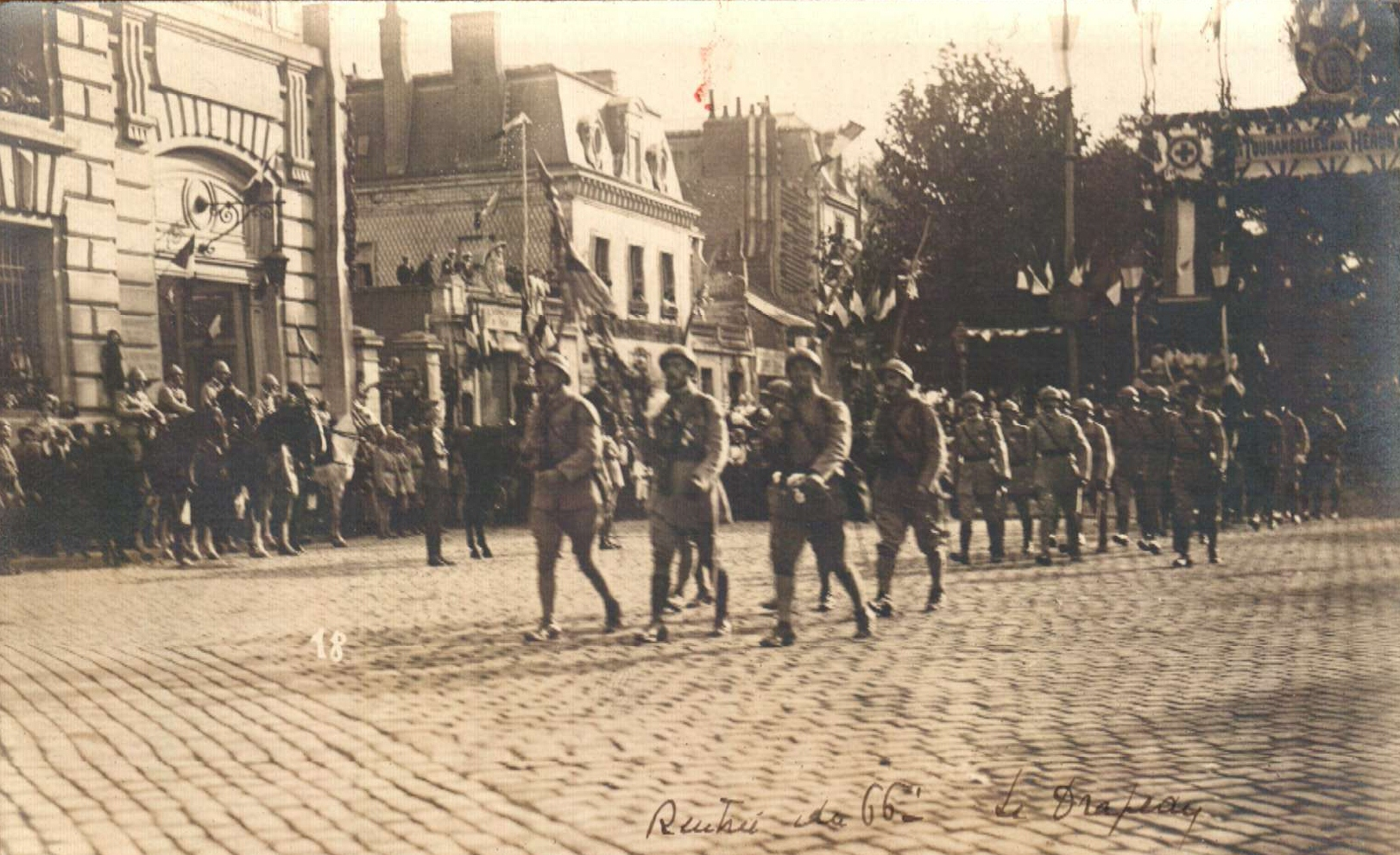
Rentrée du drapeau devant l’hôtel de ville de Tours le 14 septembre 1919

### Seconde Guerre mondiale
Le 66e régiment d’infanterie a été reformé le 7 septembre 1939, c'était un régiment de réserve de série A et de type nord-est. Ce régiment nouvellement recomposé entrait dans la composition de la 18e division d’infanterie, qui elle-même dépendait du XIe corps d’armée de la 9e armée française.

#### Composition du régiment à la mobilisation le 7 septembre 1939
Composition du régiment à la mobilisation le 7 septembre 1939
| État-major : | Services Techniques : | 1er bataillon : | 2e bataillon : | 3e bataillon : |  |
| --- | --- | --- | --- | --- |  |
| - Colonel du régiment : lieutenant-colonel DEGREMONT - Chef du service : commandant VERIT - Capitaine adjoint : PICARD - Lieutenant adjoint : DALAT - Officier de détails : lieutenant BORDIER - Officier de liaison : lieutenant CARNET - Médecin chef : capitaine médecin RIVIERE - Vétérinaire : lieutenant vétérinaire BARBOU DES PLACES - Officier Z (chargé du matériel de défense contre les gaz de combat) : lieutenant pharmacien FRADOIS | Compagnie de Commandement (C.C) : - Chef du service : capitaine MOULIN JEAN - Transmission : lieutenant VALADEAU - Pionniers : lieutenant MIGNATON - Motocyclistes : lieutenant CHAMBRETTE Compagnie Régimentaire d'Engins (C.R.E) : - Chef du service : capitaine MENIER - Section canon de 25 mm : lieutenant BEDUCHAUD - Section canon de 25 mm : lieutenant RUASSE Compagnie hors rang (C.H.R): - Chef du service : capitaine BERTHE - Ravitaillement : lieutenant CHAUMEIL - Approvisionnement : lieutenant MOULIN RENE - Dépannage : lieutenant LUCAS - Pharmacien : lieutenant FRADOIS - Dentiste : sous-lieutenant DUMONT, sous-lieutenant ROUEDE | - Chef de bataillon (commandant) : THERY - Adjudant-major : capitaine CHARLEMAGNE - Lieutenant adjoint : Lieutenant VOY - Médecin : lieutenant MASSONET - Médecin auxiliaire: adjudant BOCE - 1re compagnie : capitaine PENSUET, sous-lieutenant LALAND, lieutenant DESCHIENS, lieutenant DIENNET, sous-lieutenant ESPITALIER - 2e compagnie : capitaine ROBIN, lieutenant DESMAREST, lieutenant LAVAL, lieutenant TRICHET - 3e compagnie : capitaine CARDINEAU, sous-lieutenant BALLEREAU, lieutenant CHEVALIER, lieutenant PARLEBAS - C.A.B.1. (Compagnie d'Accompagnement du Bataillon) : capitaine CUSSAC, sous-lieutenant LANDSMANN, lieutenant BERNHEIM, lieutenant MICHON JEAN | - Chef de bataillon (commandant) : BOULANGER - Adjudant-major : capitaine BONDU - Lieutenant adjoint : lieutenant PERROCHIN - Médecin : sous-lieutenant CLUS - 5e compagnie : capitaine THIBODEAUX, sous-lieutenant MACCIONI, sous-lieutenant BONNAUD, lieutenant DESERT, sous-lieutenant BESSIERES - 6e compagnie : capitaine CANAC, sous-lieutenant VILLEGER, lieutenant MICHON JULES, lieutenant GOBERT, Aspirant BROUILLAUD - 7e compagnie : capitaine BOURDET, sous-lieutenant SCHWERER, lieutenant CONDAT, lieutenant GUERIN - C.A.B.2. : capitaine VALLOIS, sous-lieutenant SANTUCCI, lieutenant RIPOCHE, lieutenant PAROTIN | - Chef de bataillon (commandant) : MONTEILLER - Adjudant-major : capitaine MOULIER - Lieutenant adjoint : Lieutenant FARGE - Médecin : lieutenant FREREBEAU - Médecin auxiliaire : adjudant DAMERON - 9e compagnie : capitaine GIRY, sous-lieutenant RAOUX, lieutenant BUHERNE, lieutenant BRISSAUD - 10e compagnie : capitaine REBY, sous-lieutenant SAUDAN, lieutenant CHARRIERE, sous-lieutenant REMY - 11e compagnie : capitaine PIMPAUD, lieutenant BIT-MIGNON, lieutenant MILITON, lieutenant THEZARD - C.A.B.3. : capitaine BIE, lieutenant GOUTAL, lieutenant LONJOU, lieutenant ECHARD, lieutenant PARISOT |  |

#### Drôle de guerre
- 2 septembre : regroupement du personnel constitutif du futur régiment, au centre mobilisateur no 93. "Caserne de Châteaurenault" à Issoudun.
- 7 septembre : procès-verbal de reconstitution du 66e régiment d'infanterie à la caserne de Châteaurenault et présentation de son drapeau.
- 13 septembre : arrivée en Lorraine, cantonnement principal à Sorneville.
- 26 septembre : occupation du secteur de Saint-Jean-Rohrbach dans le secteur fortifié de la Sarre.
- 8 octobre : défense de Forbach.
- 1er novembre : constitution du corps francs du régiment (10e compagnie, 3e bataillon). Le groupe franc est mis sous les ordres du sous-lieutenant P. Maccioni. Cet officier meurt en action à la tête de ses hommes le 8 novembre 1939 suivant.
- 6 décembre : mise en réserve de la 18e division d'infanterie au camp de Sissonne.

La 18e division d'infanterie est concernée par la manœuvre Dyle : elle doit aller tenir un front sur la Meuse d'Anhée à Hastière.
- 14 janvier : occupation et mise en défense de la Pointe de Givet.
- 20 janvier : occupation du village de Vireux-Molhain.
- 16 mars : occupation et mise en défense de la forêt de Saint-Michel (Aisne) près d'Hirson.
- 7 avril : remise de fanions au régiment. Dons de la ville de Tours, sur l'initiative des anciens combattants du six-six de 14-18.

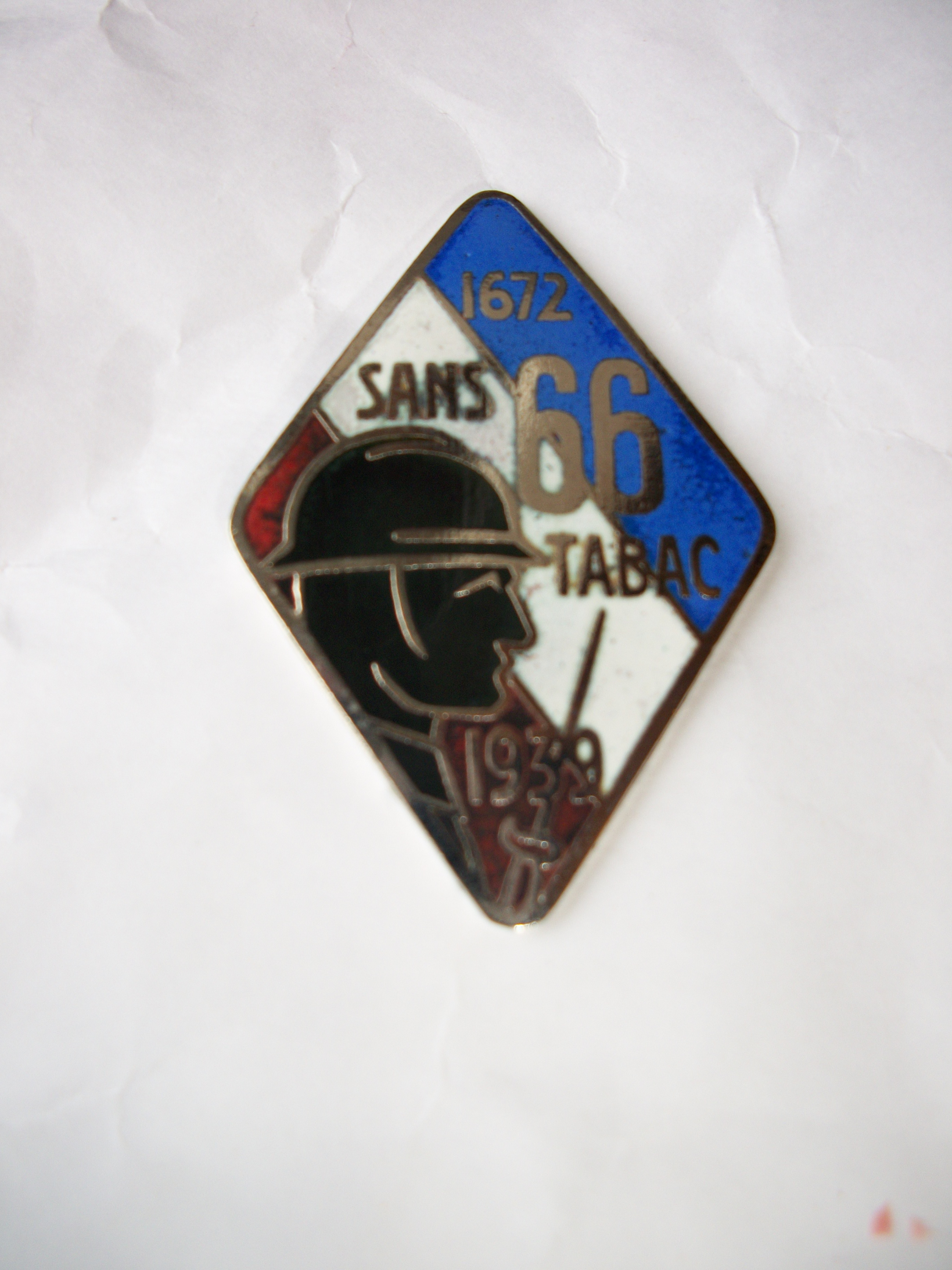
Insigne du 66e régiment en 1939-40. Original en métal argenté présentant le rouge brique des premiers tirages. (Fabrication Jannot).
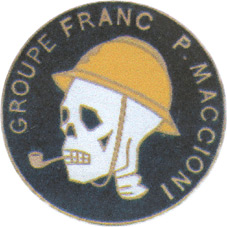
Insigne métallique du groupe franc du 66e RI en 1939-40. On pourra noter la pipe en référence à la devise du régiment: Sans Tabac.(Fabrication Fraisse-Demey).
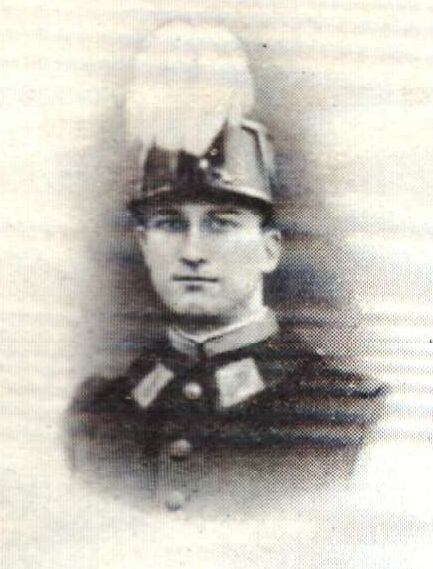
Sous-lieutenant P. Maccioni en Saint-cyrien avant guerre.

#### Bataille de France

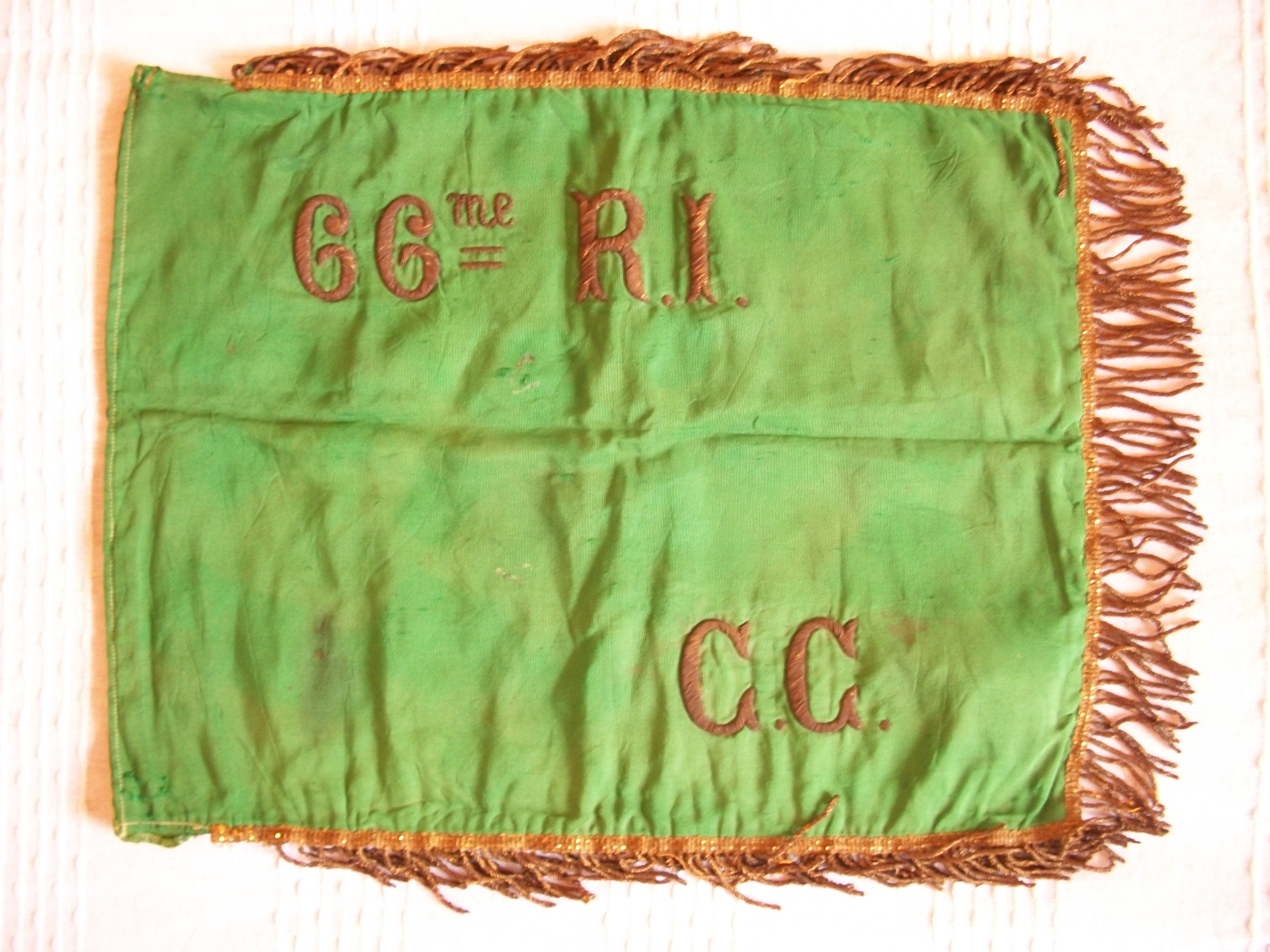
Fanion de la compagnie de commandement. Offert le 7 avril 1940 par l'association "la sans tabac" des anciens combattants de 14-18 du 66e RI de Tours au 66e RI recrée en 1939.

- 10 mai : ordre d'exécution de la manœuvre générale "Dyle-Breda".
- 12 mai : le pont de Houx tenu par le régiment saute à 15h. 16h, arrivée de la 5e Panzerdivision sur la rive opposée.
- 13 mai : au petit matin, la Wehrmacht profite d'un brouillard épais pour traverser la Meuse avec des canots pneumatiques. "De minute en minute, le tir ennemi devenait plus gênant et plus loin nos bateaux étaient détruits par le feu flanquant des Français"[37].
- 14 mai : le régiment résiste tant bien que mal et recule en bon ordre au niveau de Falaën, mais la Meuse est franchie.
- 15 mai : le régiment contient à Ermeton-sur-Biert la pression de la 5e Panzerdivision en face, mais est contourné par la 7e Panzerdivision sur sa gauche au niveau d'Anthée.

Vers 13h, les deux canons antichars du régiment sont détruits. À partir de ce moment, il faut bien garder à l'esprit que le régiment ne dispose plus de moyen de lutte contre des chars d'assaut, d'où la retraite irréversible qui suit.
- 16 mai : les 1er et 2e bataillons tiennent la ville de Solre-Saint-Géry et le 3e Barbençon. C'est le choc final.
- 17 mai : les restes du 1er bataillon repassent la frontière française et tiennent le lieu-dit de Reugnies à Cousolre.
- 18 mai : des éléments isolés du régiment se battent à Crèvecœur-sur-l'Escaut et sont faits prisonniers.
- 23 mai : des éléments dispersés du régiment sont regroupés à La Bassée.
- 24 mai : ces éléments se battent dans le cadre de la défense du camp de Steenvoorde. Attaque des chars allemands. Là, les restes du six-six (8 officiers et 450 hommes) sont versés au 110e régiment d'infanterie. Ils sont immédiatement déployés au sud-est de Saint-Amand (Pas-de-Calais). Attaque des chars allemands. Ils se battront jusqu'à l'évacuation à Dunkerque des derniers rescapés de la bataille.
- 25 mai : les restes du régiment, éparpillés un peu partout en France, ainsi que les rapatriés d'Angleterre sont regroupés au camp de la courtine. Là le régiment est dissous, le drapeau stocké dans le camp. Les restes formeront la première compagnie du 90e régiment d'infanterie.

Au moment de sa dissolution, le régiment déplorera la perte, lors de la campagne de France et pendant la drôle de guerre, d'un total de 142 morts (10 officiers, 11 sous-officiers et 121 hommes du rang).

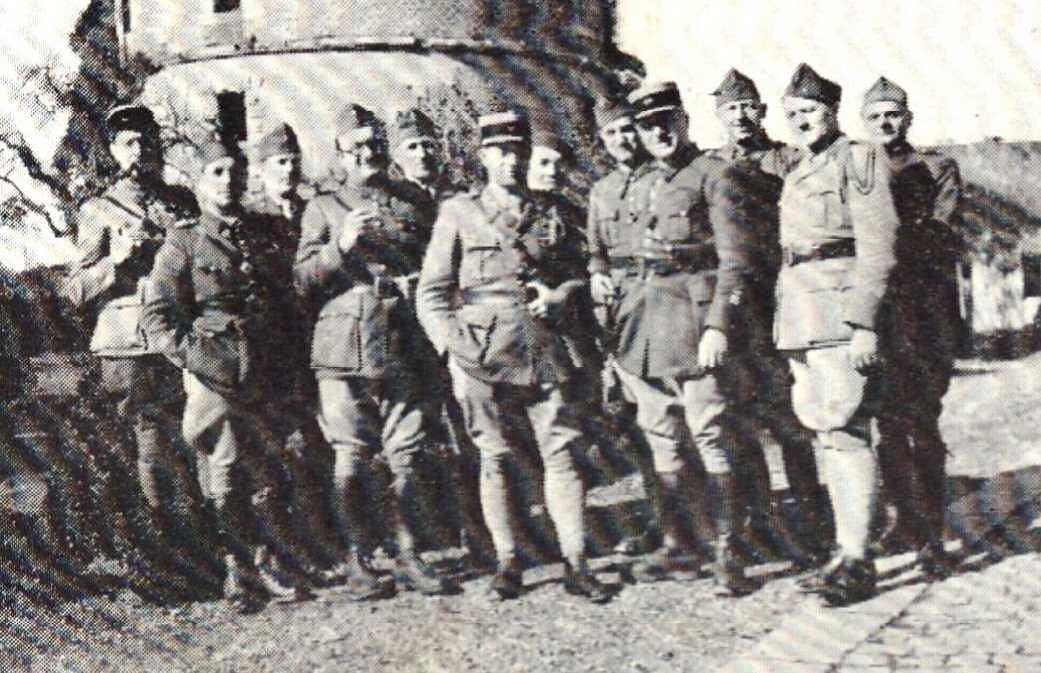
État-major du régiment en 1940

### De 1945 à 1966

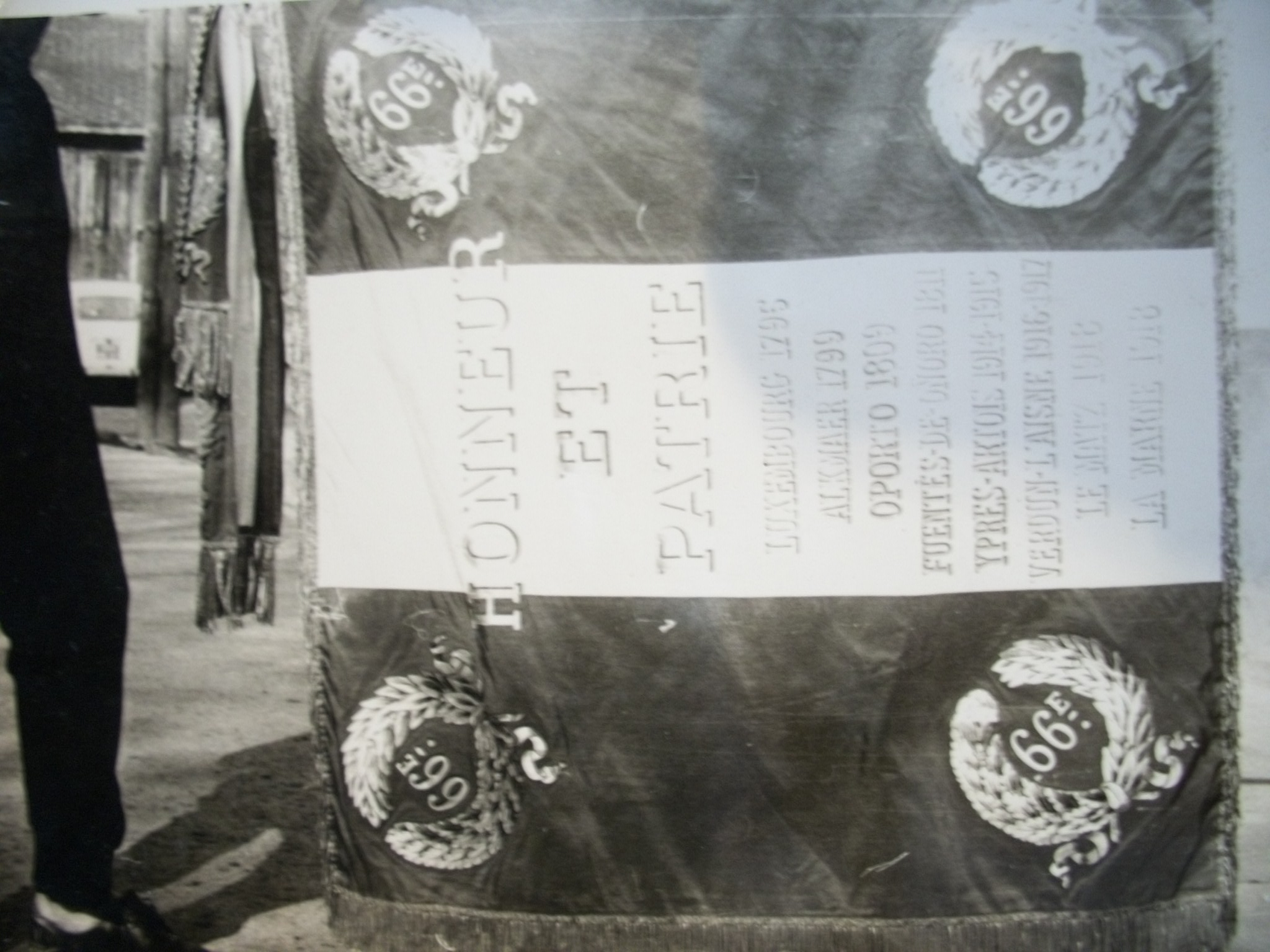
Photo d'époque du drapeau de la 66e BI au moment de sa dissolution en 1966

Le 1er avril 1963 fut recréée la 1re compagnie du 66e régiment d'infanterie "subdivisionnaire". Cette dernière reprendra les traditions du régiment, se verra confiée son drapeau, ainsi que le droit au port de la fourragère aux couleurs de la médaille militaire. Cette compagnie fut mise en cantonnement sur le terrain de manœuvre traditionnel du 66e RI de 1871 à 1923 le camp du Ruchard en Indre-et-Loire.
Cette compagnie fut transformée le 6 juin 1964 en bataillon, date de la prise effective de commandement du commandant Dauphin. À partir de cette date cette unité prit la dénomination suivante : 66e bataillon d'infanterie.
Durant toute leur existence ces deux unités successives, la 1re compagnie de 1963, puis le 66e Bataillon à partir de 1964, eurent un rôle d'école comprenant trois grands axes:
- Instruction des recrues destinées aux unités d'infanterie de la 10e région militaire dans la subdivision d'Indre-et-Loire.
- Stages de formation d'infanterie des sous-officiers de réserve et d'active de cette même subdivision.
- Encadrement des périodes régionales militaire.

Pendant sa courte existence (de 1964 à 1966) le 66e bataillon d'infanterie fut composé de trois compagnies organiques :
- La "CCS" Compagnie de Commandement et de Soutien.
- La 1re Compagnie d'instruction, pour les non spécialistes
- La 2e Compagnie d'instruction, pour les spécialistes et élèves cadres.

Enfin en cas de mobilisation les deux unités qui se succédèrent pendant cette période, la compagnie puis le bataillon, auraient servi de noyaux à la reconstitution du 66e régiment d'infanterie dans son effectif complet. Le commandant de cette unité, théorique, aurait alors été l'adjoint du colonel commandant la subdivision d'Indre-et-Loire.
Le 66e bataillon d'infanterie fut définitivement dissous le 29 septembre 1966.

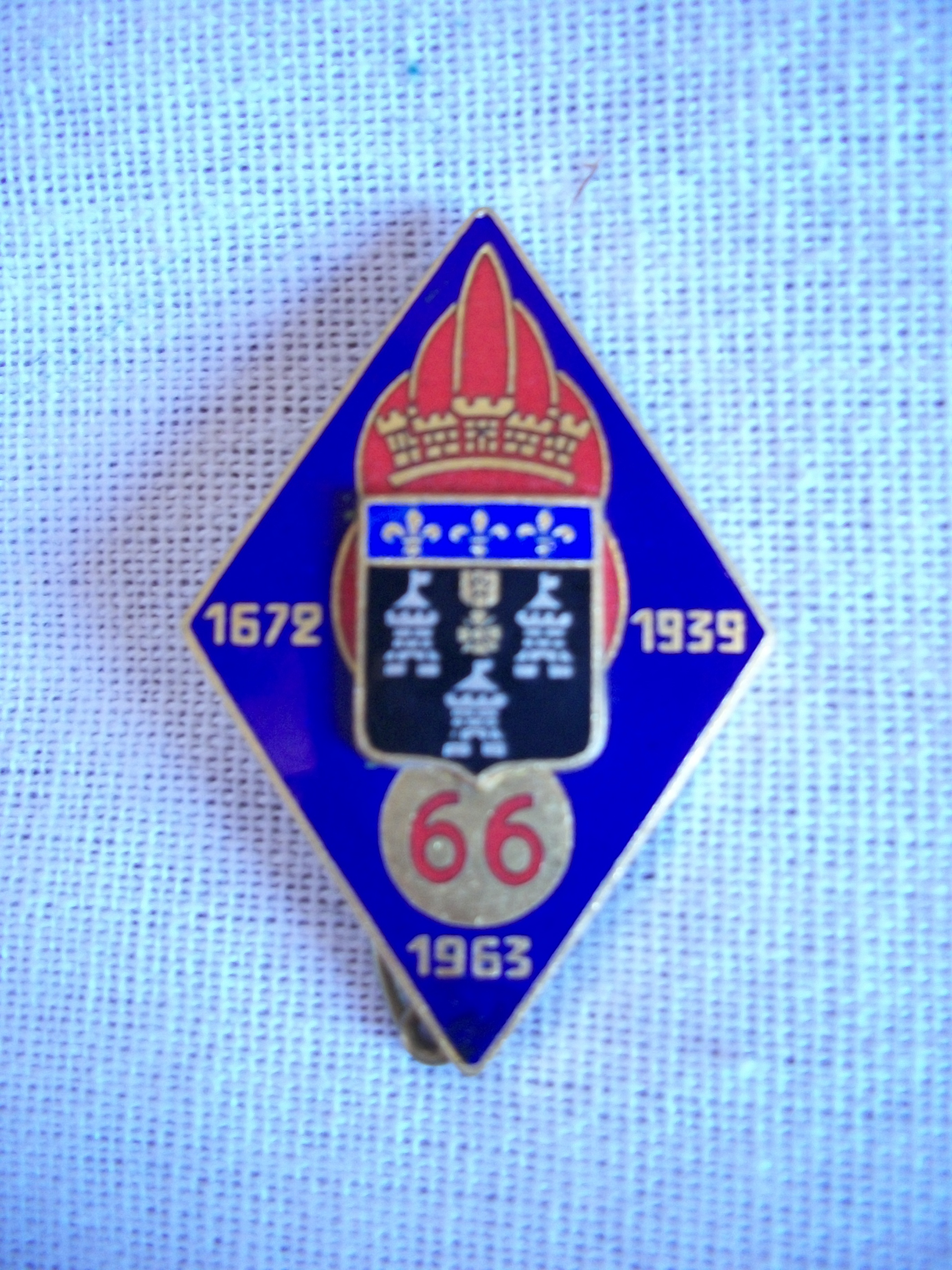
Insigne de la 1re compagnie du régiment subdivisionnaire de 1963-64. Puis du 66e BI de 1964-66.
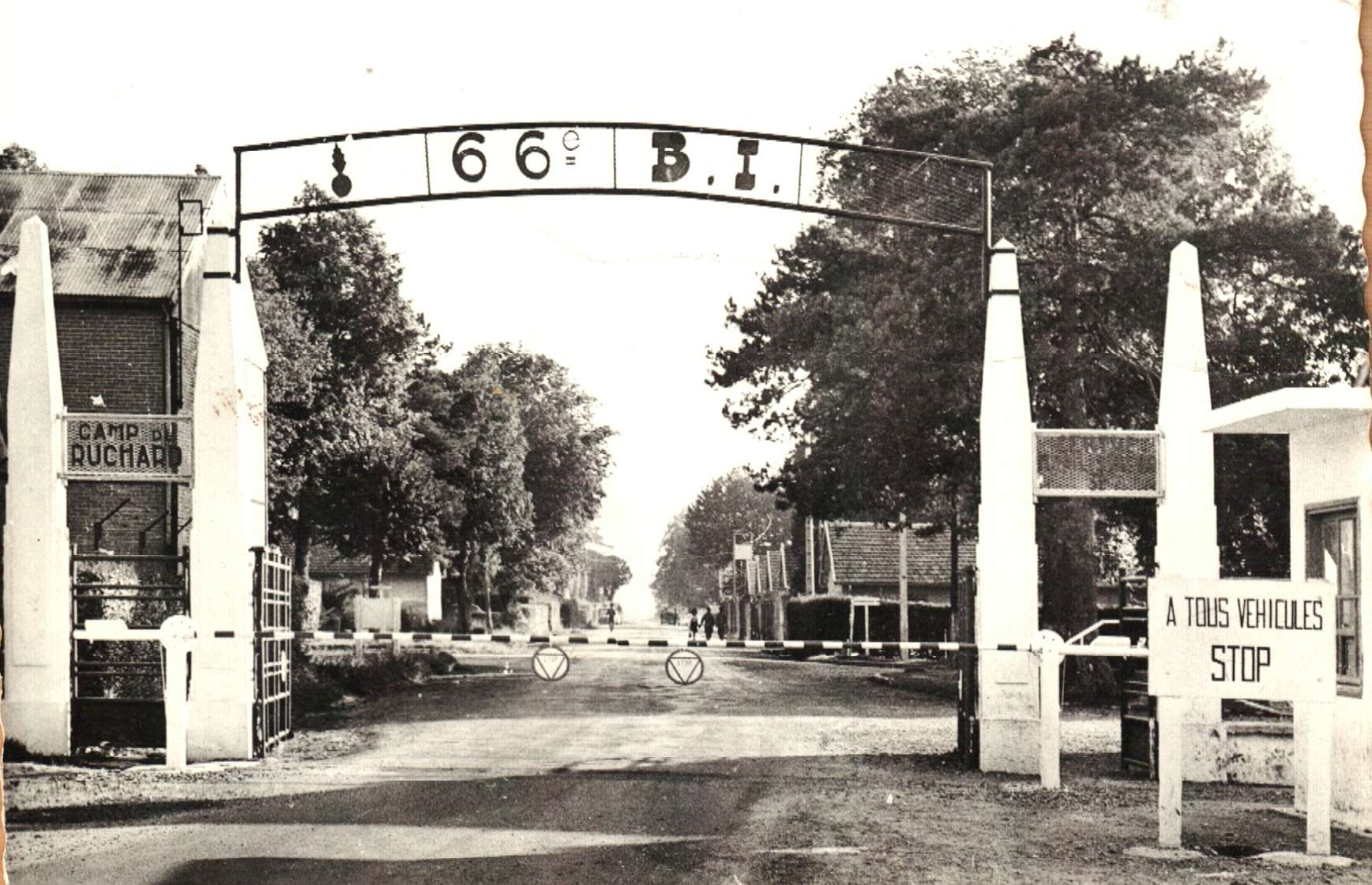
Entrée du camp 1963-66
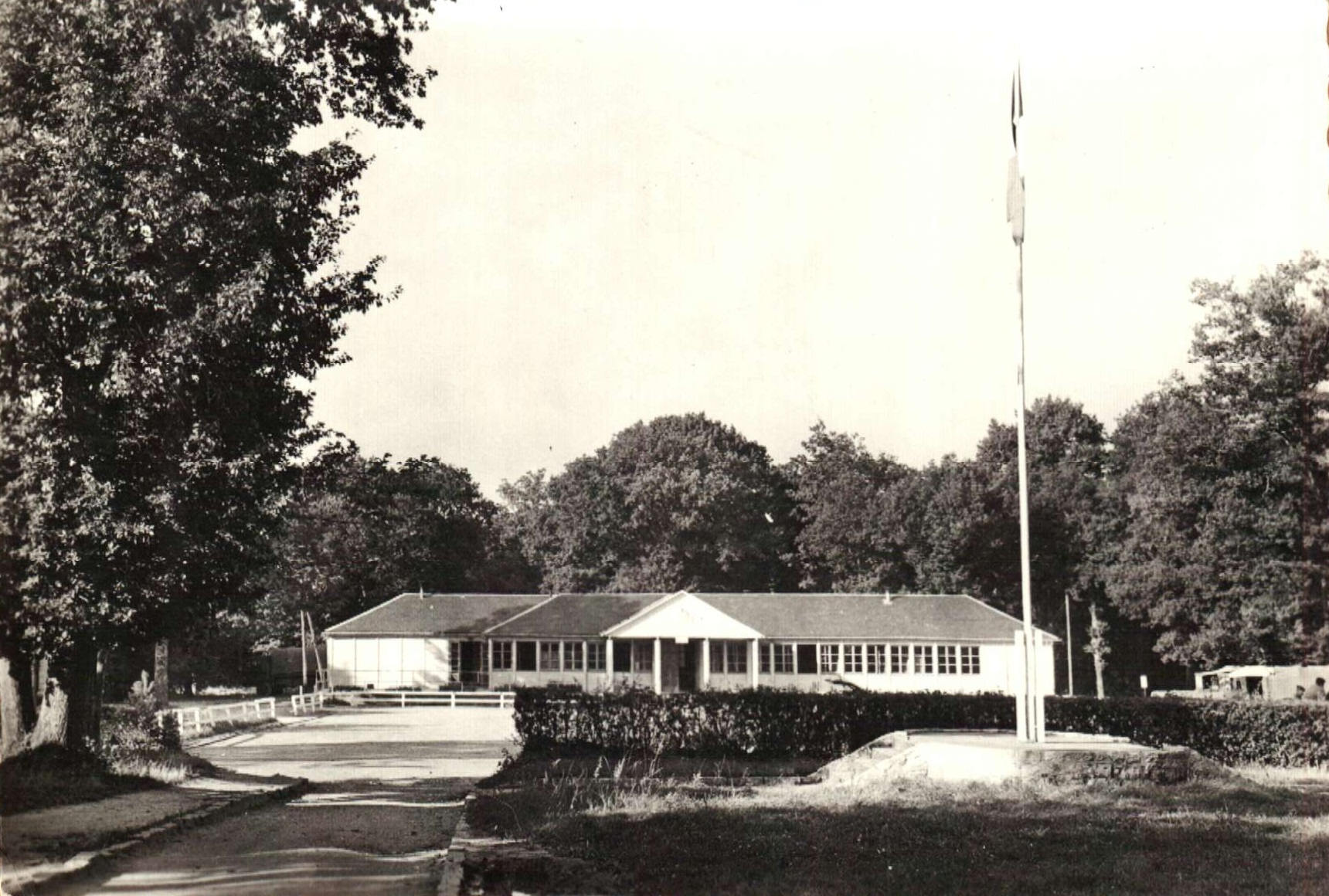
Pavillon du commandant 1963-66

## Drapeau

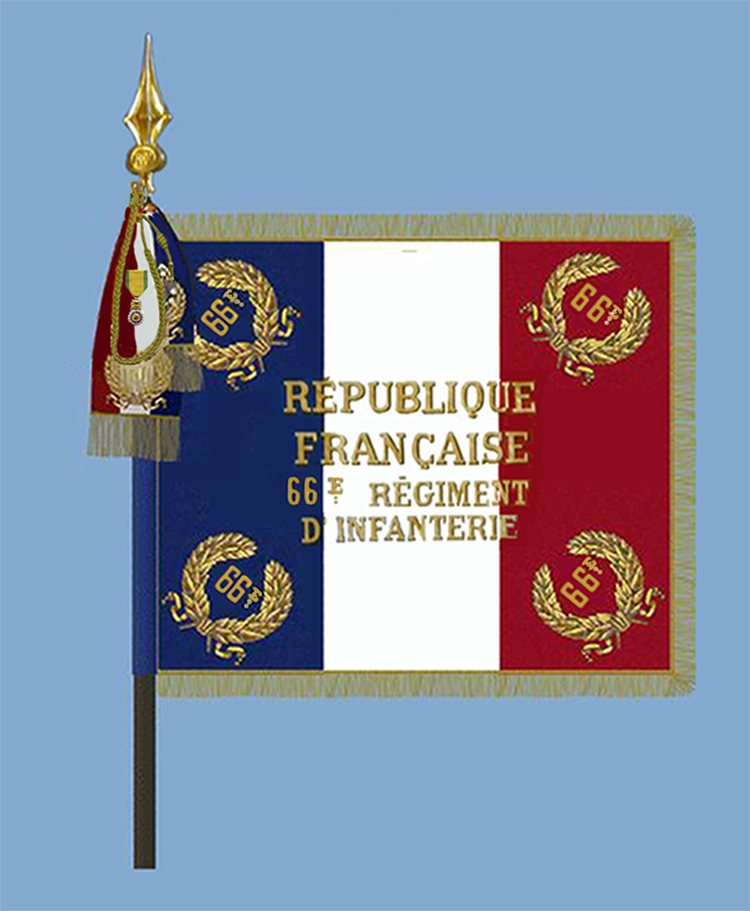
Revers du drapeau, la cravate présente une Croix de guerre et la Médaille militaire

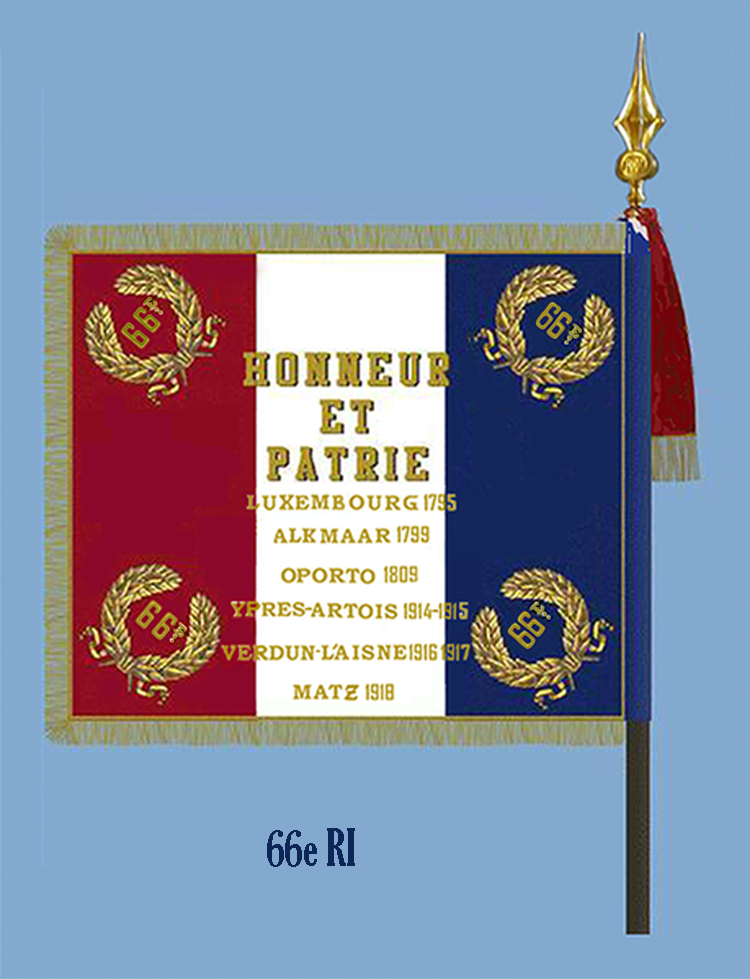
Avers du drapeau, avec les batailles inscrites en lettres d'Or

Il porte, cousues en lettres d'or dans ses plis, les inscriptions suivantes :
- Luxembourg 1795
- Alkmaar 179
- Oporto 1809
- Ypres--Artois 1914-1915
- Verdun-L'Aisne 1916-1917
- Matz 1918
- La Marne 1918

## Décorations
Sa cravate est décorée de la Croix de guerre 1914-1918 avec cinq citations à l'ordre de l'armée, deux citations à l'ordre du corps d'armée.Une citation à l'ordre du détachement d'armée de Belgique (armée française détachée auprès de l'armée belge en 1915). Les hommes du régiment ont droit au port de la fourragère aux couleurs du ruban de la Médaille militaire.

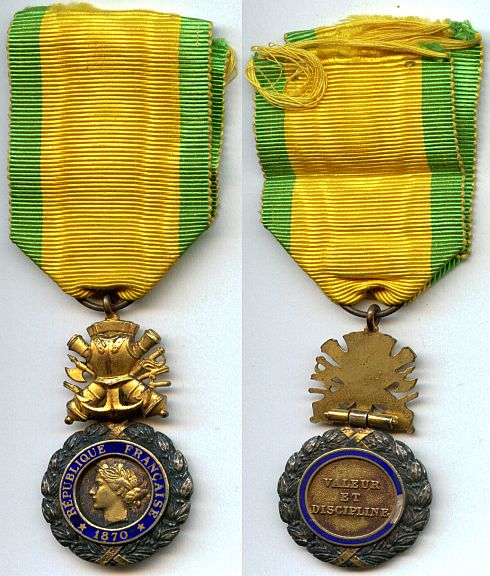
Médaille militaire
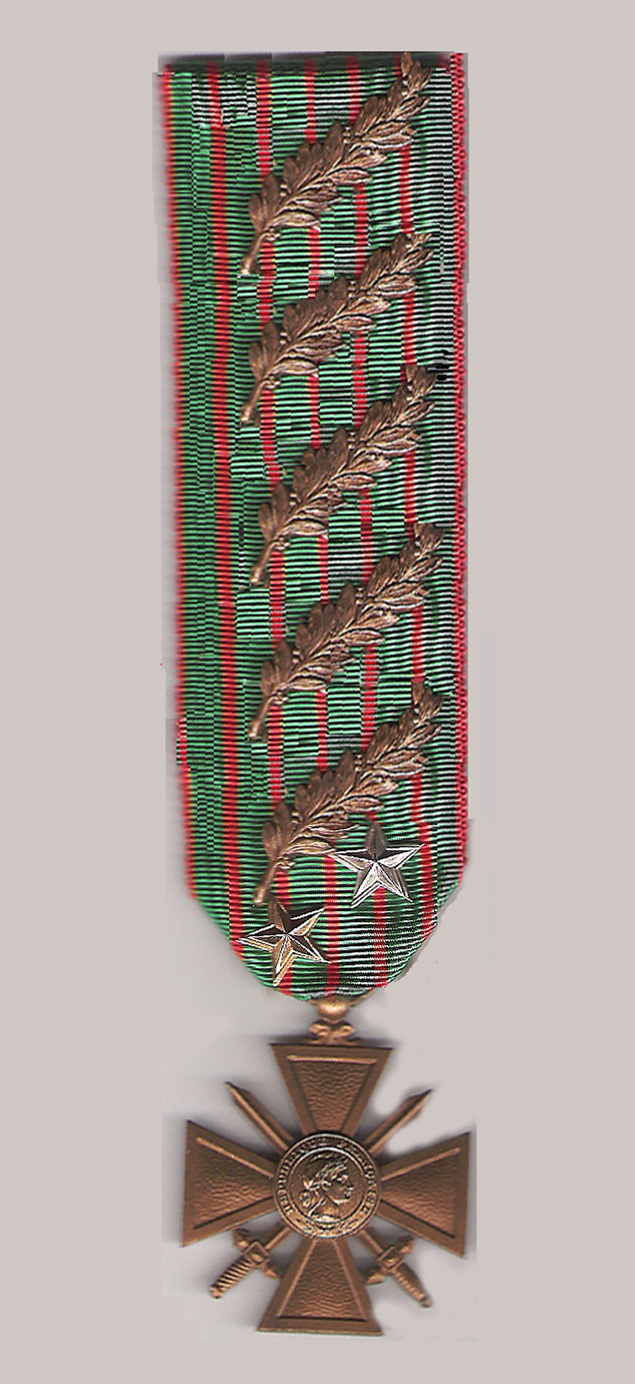
Croix de guerre avec 5 Palmes et deux étoiles.
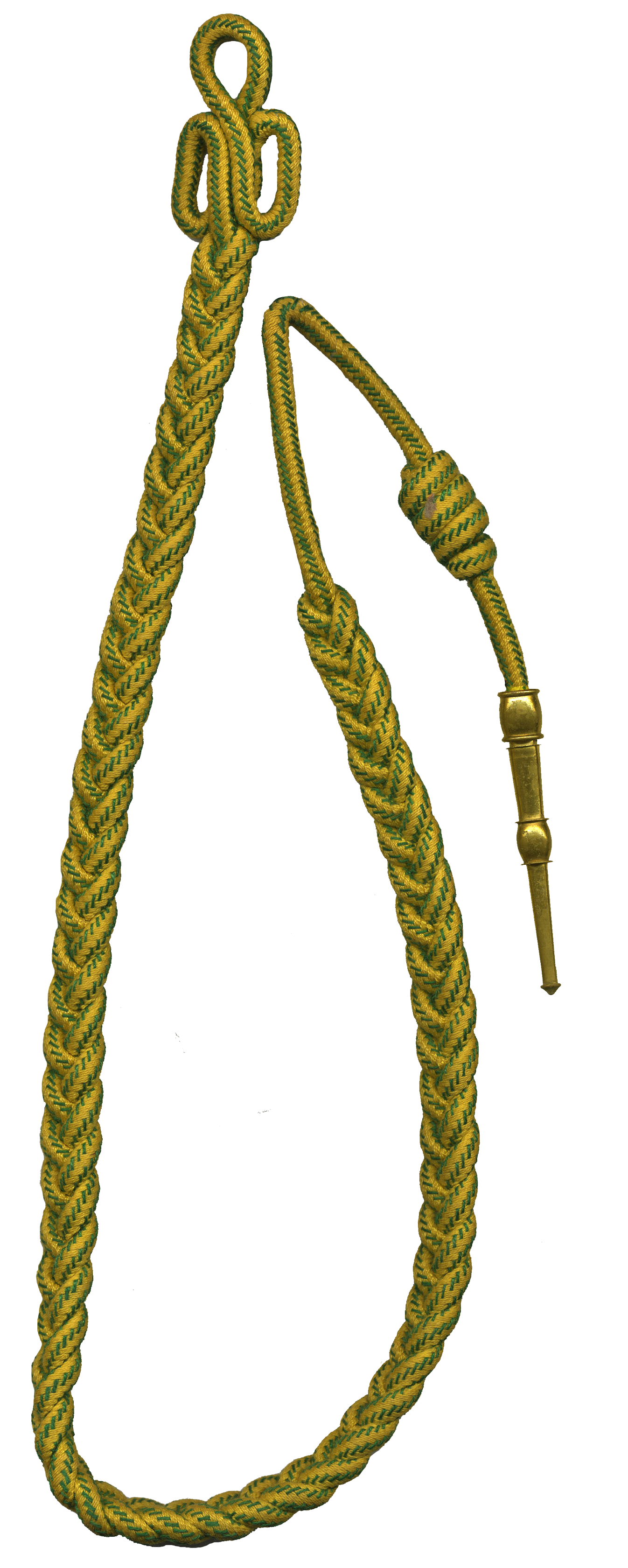
La fourragère au couleur de la médaille militaire.

## Devise: «Sans tabac»
La devise du régiment relève d'une anecdote non datée précisément. Ce serait au cours d'une bataille napoléonienne qu'il prit pour devise « sans tabac ». En effet, le régiment remporta seul une victoire décisive, alors que les autres éléments de sa brigade prenaient part à une distribution de tabac. Le 66e régiment d'infanterie remporta donc seul cette victoire, sans tabac.

## Anciens combattants

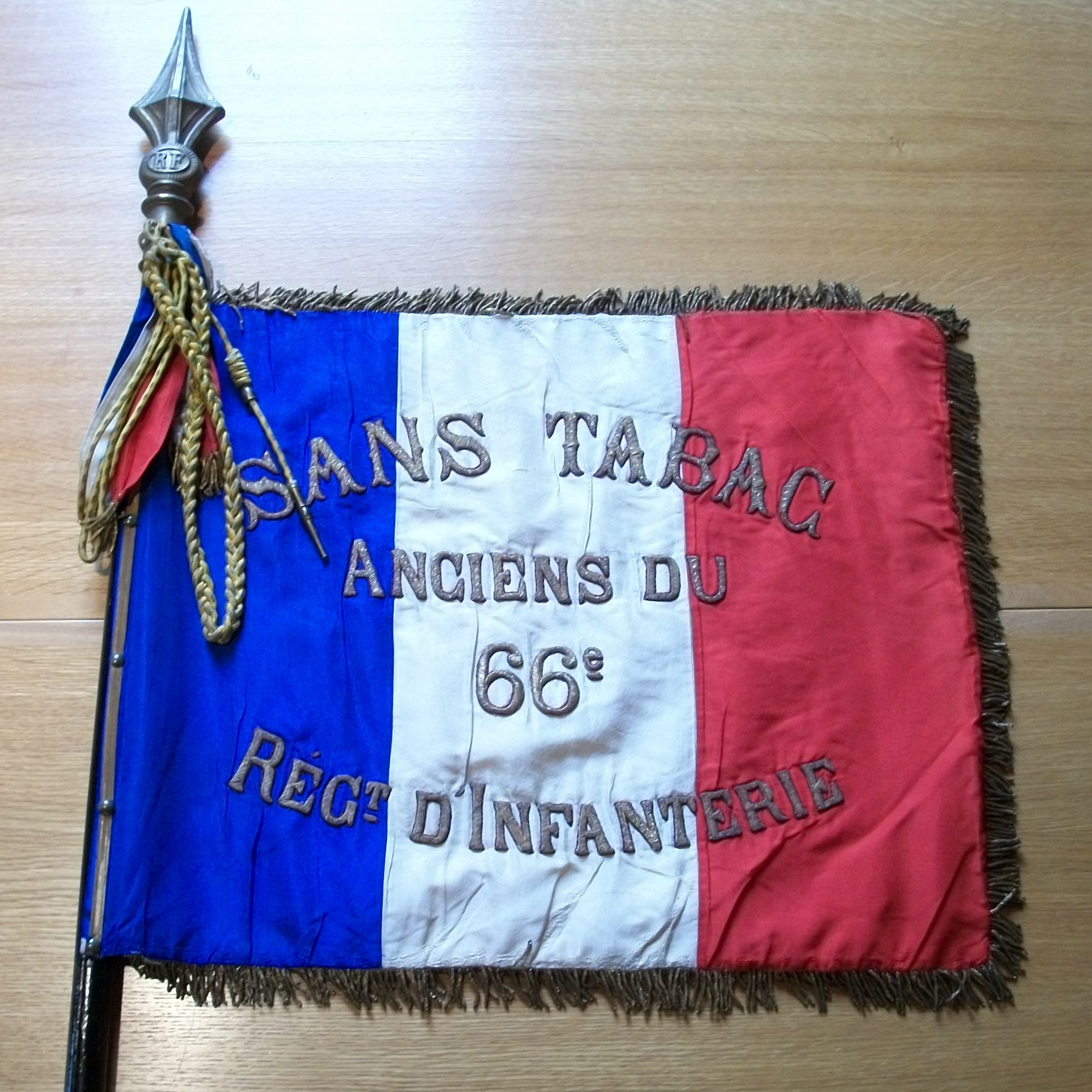
Drapeau des anciens du 66e de 14-18 (Avers)

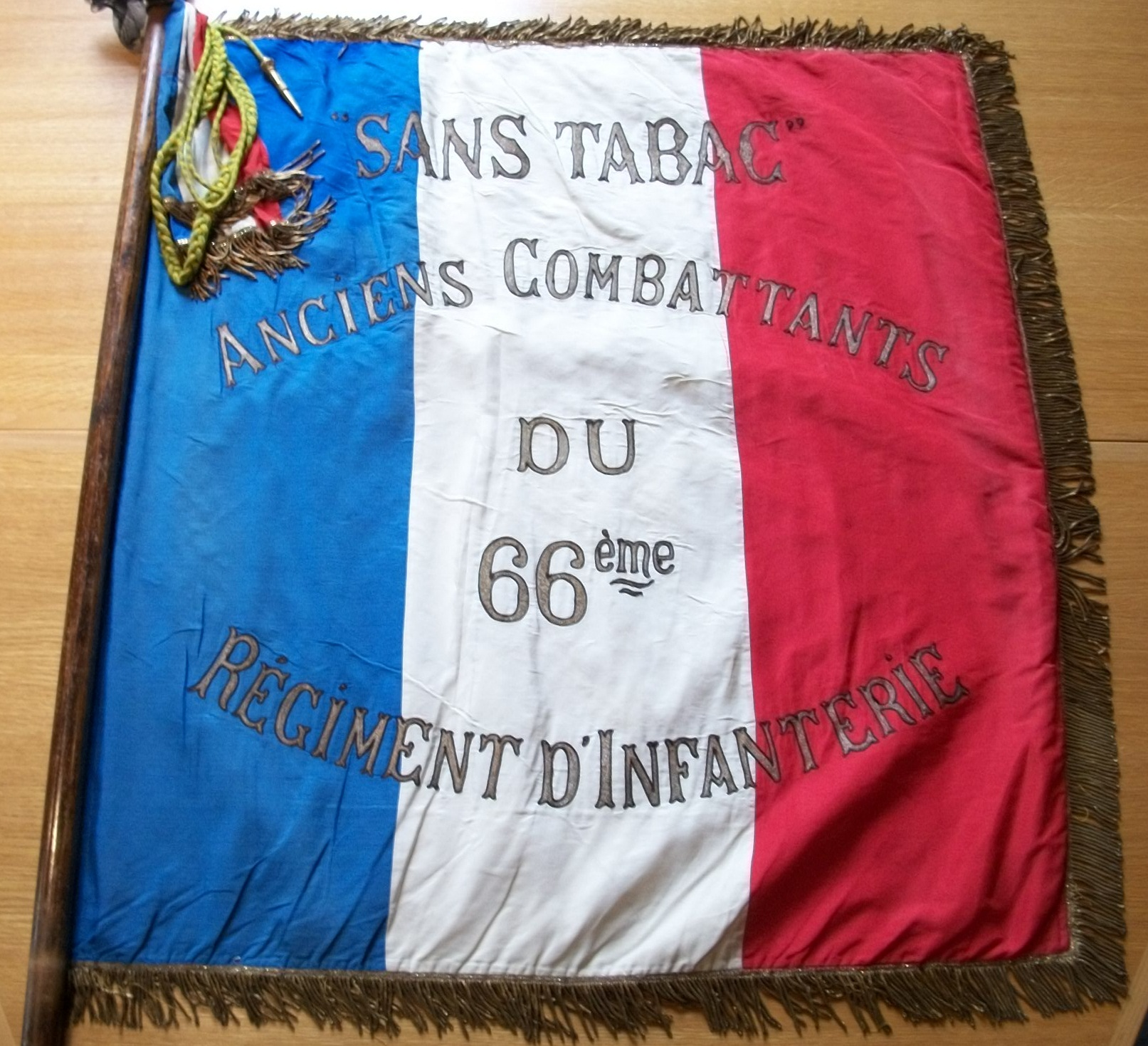
Drapeau des anciens du 66e de 1940

- Le 15 juin 1940, le drapeau nazi flotte sur Paris et toute réunion publique est strictement interdite par les Allemands. Malgré cette interdiction les anciens de l'association du 66e RI de 14-18 « La sans tabac » sont les premiers anciens combattants, au cours de l'Occupation et sans aucune autorisation, à raviver la flamme du soldat inconnu sous l'arc de triomphe [40].

## Fait d'armes faisant particulièrement honneur au régiment
- 1815 : Le régiment fut lors des 100 jours le dernier à porter le drapeau et à se battre pour la cause napoléonienne en Guadeloupe. Le drapeau du régiment fut capturé par l'armée anglaise, il est actuellement conservé dans le réfectoire de l’Hôpital royal de Chelsea.
- 1915 : Le premier poilu à recevoir la croix de guerre fut le caporal Silvain Métivier le 23 février 1915, il était affecté au 66e régiment d'infanterie pendant les faits[41].

### Personnages célèbres du régiment
- Ernest Courtot de Cissey, Ministre de la guerre et Général.
- Bernard Pierre Magnan, maréchal de France.
- Antoine Philippe Guesviller, homme politique, militaire.
- Nicolas Lebel, inventeur de la balle D et du fusil Lebel.
- Pierre Joseph Jeanningros, général français.
- Charles Morice, artiste français, fils d'un officier du régiment.
- Jean Villemot, illustrateur et capitaine en 14-18 au six-six.
- Henry Lachouque, historien français et officier du 66e RI.
- Henri-Joseph Thüring de Ryss (1765-?), général de brigade de la Révolution française, librettiste et auteur dramatique français.

## Sources et bibliographies
Histoire générale du régiment :
- Historique du 66e régiment d'infanterie, 1672-1900, rédigé par le capitaine Dumay (Alfred-Hippolyte Dumay), imp E. Arrault, Tours 1900. (SHD. Vincennes. Archives. Carton coté: 4 M 62).
- Journal des marches et opérations militaire du 66e régiment d'infanterie de 1830 à 1877. (SHD. Vincennes. Archives. Carton coté: 4 M 62).
- Histoire du 66e régiment d'infanterie, 1672-1820, rédigé par le capitaine Augustin Jean-Louis Galdemar, 1878. 310 pages, non reliées. (SHD. Vincennes. Archives. Carton coté: 4 M 62).
- Historique du 66e régiment d'infanterie depuis sa formation (1830) jusqu'à nos jours (1880), Auteur inconnu, 210 pages, non reliées. (SHD. Vincennes. Archives. Cote: 4 M 62).
- Précis de l'historique du 66e régiment d'infanterie, depuis sa création, en 1672, jusqu'à nos jours. Impr. de Juliot. Tours. 1885. (BNF. Tolbiac. Cote 8- LF207- 134.)
- Le 66e régiment d'infanterie : Le régiment suisse de Castella, 4e régiment au service de la France 1672-1792, Rodolphe de Castella de Delley, chez l’auteur, 1969. (RERO. BCU. Cote: X 14010).
- Série 41 Z des archives municipales de la ville de Tours. Fonds des anciens combattants des 32e et 66e RI. (XXe siècle).

Guerre de 1870 :
- Souvenirs et observations sur la campagne de 1870 (armée du Rhin), depuis notre départ du camp de Châlons (14 juillet) jusqu'à la capitulation de Metz, travail rédigé durant ma captivité à Lübeck, d'après mes notes personnelles prises au jour le jour comme lieutenant au 66e régiment d'infanterie. Appendice : Siège de Paris contre la Commune, du général Anne Albert Devaureix, H. Charles-Lavauzelle, 1909.(BNF. Tolbiac. Cote 8- LH4- 2564.)

Avant guerre et guerre de 1914-1918 :
- 66e Régiment d'Infanterie. Instruction de la compagnie en ordre dispersé Règlement d'infanterie. Impr. de Juliot. Tours. 1880.(BNF. Tolbiac. Cote 8- V- 10219.).
- Le SIX-SIX à la guerre 1914-1918, par le sergent Fabien Pineau, éditions Bardo & Gallon, Tours 1919. (Archives départementales d'Indre-et-Loire carton: 1 J 1053*3).
- Historique des 66e régiment d’infanterie, 266e régiment d’infanterie et 70e régiment d’infanterie territoriale pendant la guerre 1914-1918, imp A. Mame, Tours. 1920. (SHD. Vincennes. Bibli. Dpt Armée de Terre. Cote: A2g 1951). Version numérisée: ici
- Journal de marche du 66e régiment d'infanterie en 14-18 (SHD. Vincennes. Carton 26N657/13, /14, /15, /16, numérisés voir les liens externes en fin de l'article).
- Journal de marche de la 35e brigade d'infanterie (SHD. Vincennes. Carton 26N505/11, /12, /13, numérisés voir les liens externes en fin de l'article).
- SHD. Vincennes. Archives de la 35e brigade. Carton coté: '24N381'.
- Hommage des Tourangelles au Six-Six, septembre 1919. Fêtes du retour des 66e et 266e R.I. et du 70e R.I.T. Récit des fêtes, discours, illustrations et poésies extraites du "Livre d'or". Impr. de A. Mame et fils. 1919 (BNF. Tolbiac. Cote 8- LF207- 671.).
- La sublime hécatombe, Robert Jamet, imp Albin Michel, 1917. (BNF. Tolbiac - Rez-de-jardin - magasin Z FRANCE- 382 < Ex. 1 >).
- Gloire et mouscaille, H. Evein, imp Berger-Levrault, 1933. (BNF. Tolbiac - Rez-de-jardin - magasin 8- LH4- 4400).
- Un toubib sous l'uniforme, carnets de François Perrin, 1908-1918, paru en 2009. (BNF. Tolbiac - Rez-de-jardin - magasin 2009- 209411).
- De la charrue au fusil, Charles Charruau, ACL de Saint-Sylvain d'Anjou, 1993. (BNF. Tolbiac - Rez-de-jardin - magasin 4- LK7- 63589 (1)).
- Prière du soldat, de Josaphat Moreau aumônier au 66e RI. (Collections privées du 66e RI).
- Les Belles Lettres de Soldat de France, Mensuel, no 38 de décembre 1930, petite compilation de lettres du sergent Jacques de Laumont "mort pour la France", imprimerie I. Vidaillon, Toulouse. (Collections privée du 66e RI).

Entre-deux-guerres :
- Corps d'Occupation de Constantinople 66e régiment d'Infanterie Constantinople, Photo français électrique, 1918. (BNF. Richelieu. Cote: QE- 372 (4) -4).
- ''Journal des marches et opérations militaire du 66e régiment d'infanterie de 1914 à 1920 (copie produite pour l'association des anciens combattants du 66e RI "la sans tabac" par le SHD). (Archives départementales d'Indre-et-Loire carton: 1 J 1053*1).
- Sans tabac. Bulletin annuel de l'Association des anciens combattants du 66e R.I. Tours, décembre 1934 (no 13). janvier 1937. (no 15) janvier 1938 (no 16) . (BNF. Tolbiac. Cote: JO- 77912).

Bataille de France 1939-1940 :
- Les 66e et 90e R.I. au combat en 1939-1940 : Carnet de route d'un officer, J. Dalat. Poitiers, imp P.Oudin, 1961.(BNF. Tolbiac. Cote: 4- LH4- 4870 ).
- SHD. Vincennes. Archives. Carton coté: '34N85', ce carton contient:
- 1. Journal des marches et opérations militaire du 66e R.I. du 7 septembre 1939 – 13 mai 1940.
- 2. Un exemplaire du livre de DALAT (J.) : Les 66e et 90e R.I. au combat en 1939-1940, Carnet de route d’un officier. Poitiers, Oudin, 1961, in 8, 119 pages.
- 3. Rapports d’officiers: septembre 1939 – juin 1940.
- 4. Ordres de bataille, listes nominatives, mutations, état récapitulatif des pertes: décembre 1939 - avril 1940.
- 5. Ordres particuliers, de mouvements, notes de service: septembre 1939 - avril 1940.
- 6. Situation décadaire de l’armement, notes sur l’instruction, les manœuvres, comptes rendus de travaux: septembre 1939 - avril 1940.
- 7. Comptes rendus journaliers des évènements: septembre 1939 - décembre 1939.

1963-1966 :
- SHD. Vincennes. Archives. Carton coté: "7U162".
- Série 41 Z des archives municipales de la ville de Tours. Fonds des anciens combattants des 32e et 66e RI. (XXe siècle).